# Liste der Straßen und Plätze in Berlin-Staaken

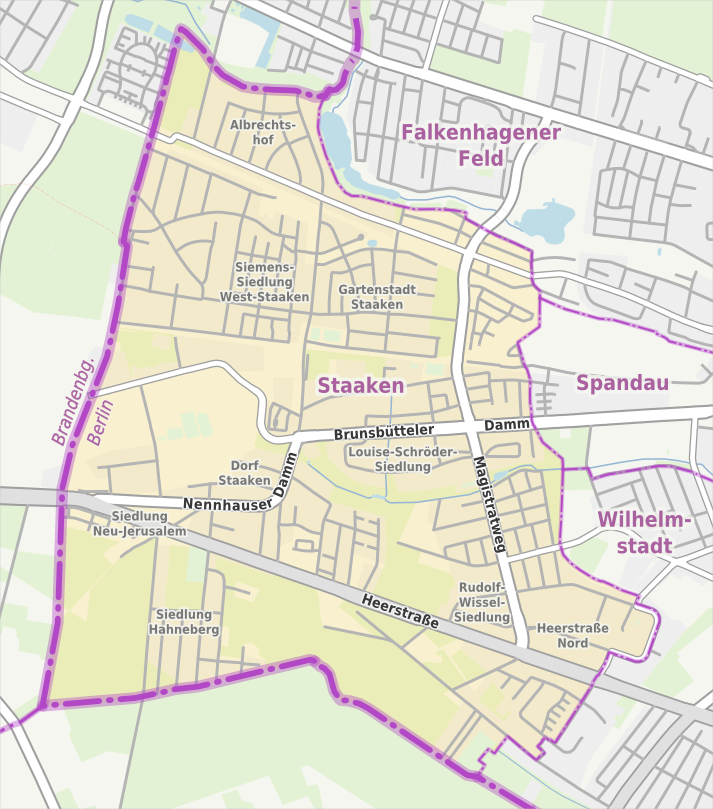
Übersichtskarte von Berlin-Staaken

Die Liste der Straßen und Plätze in Berlin-Staaken beschreibt das Straßensystem im Berliner Ortsteil Staaken mit den entsprechenden historischen Bezügen. Gleichzeitig ist diese Zusammenstellung ein Teil der Listen aller Berliner Straßen und Plätze.

## Überblick
Staaken hat 47.315 Einwohner (Stand: 31. Dezember 2024) und umfasst die Postleitzahlenbereiche 13591 und 13593. Im Ortsteil finden sich 178 gewidmete Bundes-, Stadt- und Siedlungsstraßen und ein benannter Platz. Die Straßen haben eine Gesamtlänge von 81,8 Kilometer. Von den Straßen im Ortsteil setzen sich 20 (mit gleicher Nummer des Berliner Straßenverzeichnisses) in den Nachbarortsteilen fort oder gehören nur teilweise zu Staaken.
Das Straßensystem des Ortsteils geht auf das Pfarrdorf Staaken zurück und mehrere Straßennamen geben die historischen Verbindungswege in die Nachbarorte wieder. Der Bevölkerungszuwachs für die Beschäftigten der Spandauer Rüstungsbetriebe zwischen 1914 und 1917 in der Gartenstadt Staaken mit etwa 450 neu eingerichteten Ein- und Mehrfamilienhäusern erforderte das Anlegen neuer Straßen. Eine wesentliche Änderung gab es 1945 aufgrund des Gebietstauschs zwischen den britischen und sowjetischen Alliierten. Dabei kamen Straßen in „West-Staaken“ zunächst zum sowjetischen Sektor und damit zu Ost-Berlin. In den 1950er Jahren bis Oktober 1990 wurde die selbstständige „Gemeinde Staaken“ im Landkreis Nauen des damaligen DDR-Bezirks Potsdam gebildet. Die Namen neuer Straßen im Ortsteil wurden zwischen 1950 und 1990 durch verschiedene Verwaltungseinheiten vergeben, beispielsweise gab es nach 1990 zwei Straßen mit dem Namen „Neue Straße“. Zu West-Staaken gehörten die Straßen zwischen der westlichen Berliner Stadtgrenze und dem Westrand des Finkenkruger Wegs / Nennhauser Damm bis zum Brunsbütteler Damm entlang, weiter am Bullengraben, dem Westrand der Bergstraße, die Heerstraße kreuzend und westlich vom Hahnebergteich zur südlichen Stadtgrenze (Postleitzahl seit 1993: 13591). Die angrenzenden Straßen West-Staakens lagen im Sperrgebiet der Berliner Mauer, teilweise lag der Grenzverlauf an der Berliner Mauer auf der Straßenmitte. Durch eine Vereinbarung zwischen dem Berliner Senat und der DDR vom 31. März 1988 gelangte die gesamte Straßenbreite zu West-Berlin, wie beim Nennhauser Damm. Da die Grenzziehung den Bahnhof Staaken kreuzte gab es zwei Bahnhöfe Staaken. Größere Änderungen im Straßenverlauf erfolgten nach 1990 speziell in West-Staaken, sowohl durch die Nutzung des Grenzstreifens als auch im Industriegebiet nach Abwicklung der DDR-Betriebe Quarzschmelze und VEB Plaste auf dem Fliegerhorst-Gelände.
Das Straßensystem von Staaken wird von der Bundesstraße 5, der Heerstraße (auch: Hamburger Chaussee) getragen. Von Spandau her wird diese durch den Brunsbütteler Damm ergänzt, der über den südlichen Teil des Nennhauser Damms an die B 5 geführt wird. Die Bundesstraße bringt auch den Anschluss an den Berliner Ring und die Hamburger Autobahn. Bis in die 1970er Jahre lag hier ab Grenzübergangsstelle Staaken (in Höhe des Forts Hahneberg) die Fernstraße 5 (F 5) für den Transit nach Hamburg und der Bahnhof Staaken hatte eine Grenzkontrollfunktion im Transitverkehr. Weitere Hauptstraßen im Ortsteil sind die Straßenzüge Seegefelder Straße / Seegefelder Weg (nur Südseite) (Spandau–Dallgow-Döberitz) und Magistratsweg / Klosterbuschweg (Falkenhagener Feld–Wilhelmstadt).

## Übersicht der Straßen und Plätze
Die nachfolgende Tabelle gibt eine Übersicht über die vorhandenen Straßen und Plätze im Ortsteil sowie einige dazugehörige Informationen.
- Name/Lage: aktuelle Bezeichnung der Straße oder des Platzes. Über den Link Lage kann die Straße oder der Platz auf verschiedenen Kartendiensten angezeigt werden. Die Geoposition gibt die Lage der ungefähren Mitte der Straßenlänge an.
- Im amtlichen Straßenverzeichnis nicht aufgeführte Verkehrswege sind mit * gekennzeichnet.
- Ehemalige oder nicht mehr gültige Straßennamen sind kursiv gesetzt. Für bedeutende ehemalige Straßen oder historische Straßennamen ist gegebenenfalls eine gesonderte Liste vorhanden.
- Länge/Maße in Metern:
Die in der Übersicht enthaltenen Längenangaben sind  gerundete Übersichtswerte, die in Google Earth mit dem dortigen Maßstab ermittelt wurden. Sie dienen Vergleichszwecken und werden, sofern amtliche Werte bekannt sind, ausgetauscht und gesondert gekennzeichnet.
Bei Plätzen sind die Maße in der Form a × b für rechteckige Anlagen und für (ungefähr) dreieckige Anlagen als a × b × c mit a als längster Seite angegeben.
Sofern die Straße auch in benachbarte Ortsteile weiterführt, gibt der Zusatz ‚im Ortsteil‘ an, wie lang der Straßenabschnitt innerhalb des Ortsteils dieses Artikels ist.
- Namensherkunft: Ursprung oder Bezug des Namens.
- Anmerkungen: weitere Informationen über anliegende Baudenkmale oder Institutionen, die Geschichte der Straße und historische Bezeichnungen.
- Bild: Foto der Straße oder eines anliegenden Objektes.

| Name/Lage                          | Länge/Maße (in Metern)   | Namensherkunft | Datum der Benennung | Anmerkungen | Bild                                                                                              |
| ---------------------------------- | ------------------------ | --- | ------------------- | --- | ------------------------------------------------------------------------------------------------- |
| Adelheid-Poninska-Straße (Lage)    | 0280                     | Adelheid Poninska (1804–1881), Sozialreformerin und Stadtplanerin (Pseudonym „Arminius“)                                                                                      | 21. Feb. 1997       | Die Straße zwischen Wiesenweg und Bergstraße wurde um 1997 neu angelegt, bis dahin befand sich nahe der Bergstraße die Freifläche im Ergebnis des Mauerstreifens (hier westwärts). | Adelheid-Poninska-Straße                                                                          |
| Ahlbeerensteig (Lage)              | 0190                     | Ahlbeere, Beerenobst | 30. Jan. 1933       | Die 3,50 Meter breite Straße liegt zwischen Torweg und Eichholzbahn und wurde beim Anlegen als Privatstraße A geführt, bei deren Benennung wurde ein botanischer Begriff mit dem Anfangsbuchstaben „A“ zugrunde gelegt, sodass die benachbarten Straßen alphabetisch sortiert blieben. Diese Straße lag durch die alliierten Vereinbarungen über einen Gebietstausch von 1945 bis 1990 in West-Staaken (Kolonie Albrechtshof) im Bereich des Grenzstreifens. | Ahlbeerensteig                                                                                    |
| Albrechtshofer Weg (Lage)          | 0550                     | Albrechtshof, Teil West-Staakens | 4. Aug. 2006        | Die vorher als Straße 347 in der Kolonie Albrechtshof geführte liegt zwischen Finkenkruger Weg und Alfons-Loewe-Straße über die er als Stichstraße weitergeht. Der Name wurde nach einer Anwohnerbefragung vergeben. | Albrechtshofer Weg                                                                                |
| Alfons-Loewe-Straße (Lage)         | 0320                     | Alfons Loewe (1868–1938), Jurist in Spandau | 1. Feb. 1999        | Die Straße, vorher Straße 342 in der Kolonie Albrechtshof, zwischen Seegefelder und Albrechtshofer Weg, wurde nach dem jüdischen Berufsverbotsopfer in einer offiziellen Feierstunde am 27. Oktober 1999 umbenannt. | Alfons-Loewe-Straße                                                                               |
| Am alten Gaswerk (Lage)            | 0230                     | Gaswerk Spandau | 15. Juli 1998       | Die Straße, vorher wurde sie als Neue Straße geführt, liegt zwischen Brunsbütteler Damm und Bahngelände auf dem Gelände des ehemaligen Sauerstoffwerks der Zeppelinwerke in West-Staaken, als dieses Gebiet um 1976 zum DDR-Kreis Nauen gehörte, war sie als Neue Straße benannt worden, die Umbenennung erfolgte da es im Spandauer Ortsteil bereits eine Straße dieses Namens gab. Am Nordende der Straße existiert ein Fußgängertunnel durch die Bahnstrecke zum Oberdorfer Steig. | Am alten Gaswerk 3                                                                                |
| Am Fort (Lage)                     | 0810                     | Artilleriefort Hahneberg | 3. Aug. 2000        | Die vorher als Straße 334 geführte Straße in West-Staaken liegt zwischen Buschower Weg und über den Querweg als Stichstraße. Diese Gegend gehört zu dem durch den Gebietstausch 1945 zwischen den Alliierten zum sowjetisch besetzten Gebiet und danach bis 1990 zur DDR gehörenden Teil von Staaken. Die noch nicht richtig erschlossene Straße liegt an der Peripherie der Stadt und ist überwiegend mit Einfamilienhäusern bebaut. | Am Fort                                                                                           |
| Am Heideberg (Lage)                | 0650                     | Heideberg, Flurname | 9. Sep. 1931        | Die seit 1916 hier verlaufende Lewaldstraße wurde bei der Verlängerung im Jahr 1931 umbenannt. Sie liegt zwischen Tor- und Finkenkruger Weg. | Am Heideberg                                                                                      |
| Am Kiesteich (Lage)                | 0180 (im Ortsteil)       | Kiesteich, wassergefüllte Kiesgrube aus den 1950er Jahren | 6. Juli 1995        | 1995 wurde die Straße 394 benannt, die im Ortsteil zwischen Seegefelder Weg und Wolfshorst liegt. Die Straße führt im Nachbarortsteil Falkenhagener Feld weiter nach Norden. | Am Kiesteich                                                                                      |
| Am Kleinen Platz (Lage)            | 0150                     | anliegender Platz von geringer Größe | um 1916             | Die Straße in der Gartenstadt Staaken wurde nach dem kleinen Platz an der evangelischen Kirche benannt, der selbst nicht benannt ist. Sie liegt zwischen Beim Pfarrhof und Am Krummen Weg. | Am Kleinen Platz 1–24                                                                             |
| Am Krug (Lage)                     | 0170                     | Krug, alte Bezeichnung für die Dorfgaststätte | um 1916             | Die kleine Straße zwischen Am Langen Weg und Am Heideberg in der Gartenstadt Staaken wurde nach 1914 angelegt und es war ein Gasthof beim Bau der Siedlung vorgesehen, der „Krug“ wurde erst in den 1960er Jahren gebaut. | Am Krug                                                                                           |
| Am Krummen Weg (Lage)              | 0270                     | nach der gebogenen Straßenanlage | um 1916             | Die Straße zwischen Hackbuschstraße und Am Kleinen Platz wurde nach dem Verlauf in der zwischen 1914 und 1917 erbauten Gartenstadt Staaken benannt, passend zum langen und kurzen Weg in der Nähe. | Am Krummen Weg                                                                                    |
| Am Kurzen Weg (Lage)               | 0200                     | nach der Kürze der Straße | um 1916             | Die Straße zwischen Eichholzbahn und Torweg wurde nach der Länge in der zwischen 1914 und 1917 erbauten Gartenstadt Staaken benannt, passend zum langen und krummen Weg in der Nähe. | Am Kurzen Weg                                                                                     |
| Am Langen Weg (Lage)               | 0400                     | nach der Länge der Straße | um 1916             | Die Straße zwischen Tor- und Ungewitterweg wurde nach der Länge in der zwischen 1914 und 1917 erbauten Gartenstadt Staaken benannt, passend zum krummen und kurzen Weg in der Nähe. | Gartenstadt Am langen Weg                                                                         |
| Am Rain (Lage)                     | 0130                     | Rain, Randstreifen eines Feldes | um 1970             | Die Straße geht als Stichstraße ostwärts vom Buschower Weg zum Feldrain. Die Straße 418 lag durch den alliierten Gebietstausch von 1945 im Gebiet West-Staaken, zunächst im sowjetisch besetzten Gebiet und gehörte im Weiteren zur DDR. Um 1970 erhielt sie auf Beschluss des Rates der Gemeinde Staaken den Namen Am Rain. | Am Rain                                                                                           |
| Am Sonnenhügel (Lage)              | 0270                     | Sonnenhügel, als werbende Ortsangabe | 15. Jan. 2010       | Die Straße wurde 2010 neu angelegt und verläuft südlich der Heerstraße als Ringstraße von Am Staakener Kirchengelände ab nach Osten. | Am Sonnenhügel                                                                                    |
| Am Staakener Kirchengelände (Lage) | 0170                     | Boden der Kirchgemeinde | 15. Jan. 2010       | Die Straße wurde 2010 neu angelegt und führt von der Heerstraße nach Süden. Das Baugelände wurde von der evangelischen Kirchgemeinde Staaken auf kircheneigenem Land im Erbbaurecht bereitgestellt. | Am Staakener Kirchengelände 2012                                                                  |
| Am Wäldchen (Lage)                 | 0530                     | anliegendes Fichten- und Kieferngehölz | um 1970             | Die Straße 426 zwischen Talweg und heutiger Stadtgrenze Berlins lag im Bereich des 1945 durch alliierten Gebietstausch entstandenen West-Staaken. Durch den Rat der Gemeinde Staaken im DDR-Kreis Nauen wurde diese Nummern-Straße um 1970 wegen der umliegenden Wäldchen dieser Art benannt. | Am Wäldchen                                                                                       |
| Am Zeppelinpark (Lage)             | 0770                     | Zeppelinpark, hiesiger Gewerbepark | 15. Aug. 2007       | Die Straße liegt zwischen dem zur Stadtgrenze verlängerten Brunsbütteler und dem Nennhauser Damm und wird im August 2024 bis zur Heerstraße verlängert. Es ist eine (in den 2010er Jahren neu) ausgebaute Straße, die im Südteil (vom Nennhauser Damm ab) mit einem Parallelzweig eine Gewerbefläche umschließt, die in einigen Quellen als Berolinapark bezeichnet wird. Zunächst wurde die Werkstraße im Industriegelände als Berolinastraße geführt. Dieses Gebiet des vormaligen Flugplatzes Staaken wurde 1945 als West-Staaken aus Spandau ausgegliedert, kam dann zur DDR und wurde für Industrie und Krankenhaus genutzt und steht nach der Auflösung 1990 und der Rückgliederung von Staaken als Fläche für einen Gewerbepark im Flächennutzungsplan. Der Name des Gewerbeparks bezieht sich auf den einstigen um 1915 von der Luftschiffbau Zeppelin GmbH gegründeten Flugplatzes Staaken. Derzeit seit 2000 wird er von der „Zeppelin Gewerbepark GmbH & Co“ betrieben. | Am Zeppelinpark südwärts gesehen                                                                  |
| An der Karolinenhöhe (Lage)        | 0200 (im Ortsteil)       | Karolinenhöhe, südlich der Straße liegender 52 Meter hoher Berg | 14. Juni 1988       | Die Straße zwischen Weinmeisterhornweg und Gruberzeile wurde zur Erschließung des Baugeländes südlich der Heerstraße angelegt. Die Straße liegt in Wilhelmstadt, die nordwestlichen Grundstücke 1–13 (ungerade) gehören zum Ortsteil. | An der Karolinenhöhe                                                                              |
| An der Spitze (Lage)               | 0340                     | Spitze zwischen Nennhauser Damm und Heerstraße | um 1970             | Die Straße geht als Stichstraße im von der alten Straßenführung des Nennhauser Damms ab die sich im spitzen Winkel mit der Heerstraße traf. Sie liegt im Gebiet West-Staaken des alliierten Gebietstauschs von 1945 und wurde von der Gemeinde Staaken um 1970 als Zugang zu Klinkerbauten der 1930er und Plattenhäusern der 1950er Jahre angelegt. | An der Spitze · Die Straße An der Spitze führt in eine Querstraße                                 |
| Anschützweg (Lage)                 | 0190                     | Ottomar Anschütz (1846–1907), Fotograf | 11. Okt. 1955       | Die Straße 398 zwischen Meydenbauerweg und als Stichstraße über den Messterweg wurde 1955 passend wie umliegende Straßen nach Pionieren der Foto- und Filmtechnik benannt. Veranlasst waren diese Straßennamen durch die Filmwerke Staaken, die 1924 gegründet wurden. | Anschützweg                                                                                       |
| Aumetzer Weg (Lage)                | 0240                     | Aumetz, Ort in Lothringen, Frankreich | 5. Apr. 1934        | Die Straße zwischen Nidecksteig und Fachinger Straße in der Eigenheimsiedlung im Gebiet West-Staaken wurde 1934 aus er Straße 308 benannt. | Aumetzer Weg                                                                                      |
| Aumühler Straße (Lage)             | 0200                     | Aumühle, Gemeinde in Schleswig-Holstein, Kreis Herzogtum Lauenburg | 18. Feb. 1955       | Die Straße geht südwärts vom Pinneberger Weg als Stichstraße ab. Die in den 1930er Jahren angelegte Straße 376 wurde passend zu den umliegenden Straßen nach Orten in der Umgebung von Hamburg benannt. | Aumühler Straße                                                                                   |
| Baedekerweg (Lage)                 | 0190                     | Karl Baedeker (1801–1859), Gründer des Baedeker-Verlags in Stuttgart | 25. Mai 1962        | Die Straße geht östlich vom Leubnitzer Weg ab und ist die Zufahrtsstraße zu den anliegenden zweistöckigen Mehrfamilienhäusern. | Baedekerweg                                                                                       |
| Baluschekweg (Lage)                | 0730                     | Hans Baluschek (1870–1935), Maler und Schriftsteller | 22. Okt. 1956       | Die Straße 368 wurde 1956 benannt und liegt zwischen Maulbeerallee und Kerrweg im Siedlungsgebiet. | Baluschekweg                                                                                      |
| Barmbeker Weg (Lage)               | 0290                     | Barmbek, Stadtteil von Hamburg | 3. Apr. 1962        | Die Straße gehört zur 1961 bis 1967 erbauten Louise-Schröder-Siedlung und liegt zwischen Brunsbütteler Damm und Spandauer Straße. | Barmbeker Weg                                                                                     |
| Bauersfeldzeile (Lage)             | 0070                     | Walther Bauersfeld (1879–1959), Ingenieur und Physiker, Zeiss-Projektionsplanetarium                                                                                          | 18. Nov. 1965       | Die südöstlich der Vogelzeile abgehende Straße liegt im Wohngebiet mit Straßen, die nach Pionieren der Optik benannt wurden. | Bauersfeldzeile                                                                                   |
| Beim Pfarrhof (Lage)               | 0260                     | Pfarrhof nahe der Kirche | um 1916             | Die Straße liegt in der Gartenstadt Staaken zwischen Torweg und Am Kleinen Platz. | Gartenstadt Pfarrhof                                                                              |
| Bergstraße (Lage)                  | 0490                     | Hahneberg | vor 1923            | Die Straße liegt zwischen Heer- und Hauptstraße. Durch den alliierten Gebietsaustausch von 1945 gelangte das Gebiet westlich der Bergstraße zunächst zum Sowjetischen Sektor und so zu Ost-Berlin, später als selbstständige Gemeinde zum Kreis Nauen der DDR. Die Bergstraße verblieb in West-Berlin, allerdings lag die Grenze zu West-Staaken am Westrand der Straße und der Kontrollpunkt (später Grenzübergangsstelle) Staaken lag am Schnittpunkt von Berg- und Heerstraße. | Bergstraße                                                                                        |
| Billstedter Pfad (Lage)            | 0180                     | Billstedt, Ortsteil von Hamburg | 1. Juli 1974        | Eine östlich vom Winterhuder Weg abgehende Stichstraße, die 1973/1974 in der neuen Louise-Schröder-Siedlung angelegt wurde. | Billstedter Pfad                                                                                  |
| Birnenpfad (Lage)                  | 0340                     | Birne, Kernobst | 30. Jan. 1933       | Die Straße liegt parallel zu Torweg und Eichholzbahn und wurde vor der Benennung als Privatstraße B geführt, durch die Auswahl eines botanischen Begriffs mit „B“ blieben die benachbarten Straßen alphabetisch sortiert. Dieses Gebiet gehörte auf der Grundlage von alliierten Vereinbarungen über einen Gebietstausch von Staakener gegen Groß Glienicker Flur von 1945 bis 1990 zu West-Staaken, zunächst zu Ost-Berlin später in der DDR als Gemeinde Staaken im Kreis Nauen. | Birnenpfad                                                                                        |
| Blankeneser Weg (Lage)             | 0210                     | Blankenese, Villenvorort von Hamburg | 18. Feb. 1955       | Die Straße liegt zwischen Spandauer Straße und über Am Alten Gaswerk als Stichstraße weiter. | Blankeneser Weg                                                                                   |
| Blankensteinweg (Lage)             | 0120                     | Hermann Blankenstein (1829–1910), Architekt | 1. Aug. 1966        | Als Straße 385 in den 1930er Jahren geplant wurde sie 1966 neu angelegt und liegt zwischen Kerrweg und Ernst-Bruch-Zeile. | Blankensteinweg                                                                                   |
| Blasewitzer Ring (Lage)            | 0670 (im Ortsteil)       | Blasewitz, östlicher Ortsteil Dresdens, Sachsen | 1. Apr. 1972        | Die Straße wurde mit der Bebauung angelegt und liegt im Bogen nach Osten zwischen Sandstraße und Seeburger Weg. Die Straße selbst und die Grundstücke mit ungerader Nummer liegen im Ortsteil, die gerade nummerierten Grundstücke dieser Straße an der Außenseite des Rings gehören zu Wilhelmstadt. | Blasewitzer Ring                                                                                  |
| Bolteweg (Lage)                    | 0390                     | Johannes Bolte (1858–1937), Literaturwissenschaftler und Erzählforscher | 22. Okt. 1956       | Er wurde in der Rudolf-Wissell-Siedlung als Straße 366 angelegt und liegt zwischen Maulbeerallee und Rellstabweg. | Bolteweg                                                                                          |
| Breddiner Weg (Lage)               | 0360                     | Breddin, Ort in Ostprignitz-Ruppin | 24. Jan. 1938       | Die Straße liegt in der Eigenheimsiedlung als Straße 320 angelegt zwischen Ferbitzer und Zeestower Weg. Die Straße kam 1945 durch den alliierten Gebietstausch zum Sowjetischen Sektor, dadurch zu Ost-Berlin und später zum Kreis Nauen bis zur Rückgliederung in den Bezirk Spandau. | Breddiner Weg                                                                                     |
| Brunsbütteler Damm (Lage)          | 3120                     | Brunsbüttel, Stadt im Dithmarschen | 11. März 1937       | Die Straße liegt zwischen Ortsteilgrenze und Stadtgrenze und setzt sich ostwärts in Spandau fort. Bei den Umbenennungen der 1930er Jahre wegen Mehrfachstraßennamen in Groß-Berlin wurden die Hamburger Straße im Gebiet Klosterfelde des Ortsteils Spandau und die Berliner Straße im Ortsteil Staaken 1937 zum Brunsbütteler Damm vereinigt. 2005 wurden die vormals in West-Staaken liegenden Am Industriegelände und Teile der Staakener Feldstraße einbezogen. Die im westlichen Abschnitt geschaffene neue vierspurige Führung endet seit 2005 an der Stadtgrenze. Jedoch ist eine Trassenführung auf Brandenburger Territorium in dem dort liegenden Solarpark auf dem ehemaligen Luftschiffhafen Staaken für eine mögliche Verlängerung zum Autobahnanschluss und zur Bundesstraße 5 freigehalten. Die breite Durchgangsstraße auf der südlichen Seite mit Wohnhäusern bebaut, nach dem Bahnhof folgt bis zur Prisdorfer Straße ein großer Industriegürtel, mit Discountern und einem Baumarkt. Ab dem Magistratsweg ist der Schwerlastverkehr verbannt worden und die Straße für die Bewohner vom Verkehrslärm weniger belastet. Die Grünzüge des Bullengrabens südlich und der Spektegrünzug nördlich der Straße sorgen für Erholungs- und Sportflächen. Die vierspurige Weiterführung war über die Landesgrenze hinweg noch 700 Meter für den Anschluss an die Landesstraße 20 (Brandenburg) angelegt. Die 1,6 Kilometer auf Berliner Seite – nun zur Sackgasse ausgewiesen – waren für sechs Millionen Euro gebaut worden, jedoch bestand auf Braneburger Seite keine Planung und „keine Notwendigkeit“. Für Staaken würde die im Norden parallele Spandauer Straße von einem Teil des Verkehrs entlastet. Auf Druck einer Bürgerinitiative sollen 2016 die Verhandlungen der Landesverwaltungen aufgenommen werden. | Brunsbütteler Damm 447–449 · Das westliche Ende des Brunsbütteler Damm am Übergang zu Brandenburg |
| Buschower Weg (Lage)               | 0920                     | Buschow, Gemeinde im Havelland | 19. Feb. 1938       | Die Straße am Stadtrand in Waldlage ist überwiegend mit Einfamilienhäusern bebaut und liegt zwischen Nennhauser Damm und Stadtgrenze, der Teil südlich der Heerstraße hieß bis 1938 nach der Lage Friedhofsstraße. Der nördliche Teil erhielt 1938 den Namen Am Fliegerhorst, wegen der Lage am Luftschiffhafen Staaken. Durch die Zugehörigkeit zu West-Staaken wurden beide Straßen 1951 vereint. | Buschower Weg                                                                                     |
| Christrosensteig (Lage)            | 0140                     | Christrosen, blühende Zierpflanze | 30. Jan. 1933       | Die Straße liegt zwischen Torweg und Eichholzbahn und wurde vorher als Privatstraße C geführt. Der Buchstabe „C“ wurde bei der Namenswahl beibehalten, sodass die benachbarten Straßen alphabetisch sortiert sind. Dieses Gebiet gehörte auf der Grundlage von alliierten Vereinbarungen über einen Gebietstausch von Staakener gegen Groß Glienicker Flur von 1945 bis 1990 zu West-Staaken, in der DDR zur Gemeinde Staaken im Kreis Nauen. | Christrosensteig                                                                                  |
| Cosmarweg (Lage)                   | 1910                     | Alexander Cosmar (1805–1842), Berliner Schriftsteller und Theaterdichter | 8. Nov. 1955        | In den 1930er Jahren als Straße 360 angelegt und 1955 benannt liegt sie zwischen Lutoner und Bergstraße. | Cosmarweg 15–19                                                                                   |
| Deniszeile (Lage)                  | 0160                     | Paul Camille von Denis (1796–1872), französischer Ingenieur und Eisenbahnpionier                                                                                              | 18. Mai 1965        | Die Straße zwischen Meyer- und Rowanweg liegt in der seinerzeit neu angelegten Siedlung „Neues Heim“ nördlich der Lehrter Eisenbahn mit Straßen nach Eisenbahnpionieren benannt. | Deniszeile                                                                                        |
| Distelpfad (Lage)                  | 0200                     | Distel, verschiedene Pflanzenarten | 30. Jan. 1933       | Die Straße liegt zwischen Torweg und Eichholzbahn und wurde vorher als Privatstraße D geführt, bei der Umbenennung wurde der Buchstabe „D“ zugrunde gelegt, sodass die benachbarten Straßen alphabetisch sortiert sind. Dieses Gebiet gehörte auf der Grundlage von alliierten Vereinbarungen über einen Gebietstausch von Staakener gegen Groß Glienicker Flur von 1945 bis 1990 zu West-Staaken, in der DDR zur Gemeinde Staaken im Kreis Nauen. | Distelpfad                                                                                        |
| Döberitzer Weg (Lage)              | 1280 (im Ortsteil)       | Verbindungsweg zum westlichen Nachbarort Döberitz | vor 1800            | Der Döberitzer Weg liegt zwischen Nennhauser Damm und Stadtgrenze. Dabei ist allerdings die Straße nur über die Heerstraße bis zur Fahrlander Straße ausgebaut und führt nach Südosten als unbefestigter Fahrweg weiter, davon 500 Meter als Feldweg zwischen Acker und Wald. An sich die Heerstraße in die märkischen Randgebiete zum ehemaligen Truppenübungsplatz Döberitz, sie erhielt deshalb im 18. Jahrhundert den Namen Döberitzer Weg. Der im Ortsteil Staaken gelegene Straßenabschnitt liegt in dem Gebiet, das 1945 auf der Grundlage alliierter Vereinbarungen vom Britischen Sektor Berlins zum sowjetisch besetzten Gebiet kam. West-Staaken wurde eine eigenständige Gemeinde in der DDR und kam 1990 wieder zu Berlin. | Döberitzer Weg                                                                                    |
| Dörbeckweg (Lage)                  | 0180                     | Franz Burchard Dörbeck (1799–1835), deutsch-baltischer Karikaturist und Maler                                                                                                 | 12. Jan. 1960       | Die Stichstraße westlich vom Magistratsweg abgehend wurde als Straße 311 angelegt. | Dörbeckweg                                                                                        |
| Eckenerweg (Lage)                  | 0300                     | Hugo Eckener (1868–1954), Luftschiffpionier | 1. Juni 1968        | Vorher als Straße 329 benannt liegt sie östlich von der Hackbuschstraße abgehend zur Kolonie Neuland. | Eckenerweg                                                                                        |
| Eduard-Bernstein-Weg (Lage)        | 0130                     | Eduard Bernstein (1850–1932), sozialdemokratischer Politiker | 1. Dez. 1966        | Die Straße 384 wurde 1966 benannt und liegt zwischen Kerrweg und Ernst-Bruch-Zeile. | Eduard-Bernstein-Weg                                                                              |
| Eichholzbahn (Lage)                | 1520                     | Waldgebiet „Großes Eichholz“ westlich Staakens | 9. Sep. 1931        | Die Straße bestand bereits um 1870 als Lehrter Straße direkt an der nördlichen Seite der Lehrter Eisenbahn entlang, bevor sie 1931 Berlin-Lehrter Eisenbahn umbenannt wurde. Durch den alliierten Gebietstausch von 1945 kreuzte die Gebietsgrenze diese Straße. In der Folge ist sie im Bereich des Bahnhofs Staaken durch den ehemaligen Mauerstreifen geteilt worden, so bestehen zwei Abschnitte, westlich (Grundstück 118–196, gerade) zwischen Neukircher Straße (Stadtgrenze) und Ahlbeerensteig und östlich (2–114, gerade) zwischen Finkenkruger Weg und Klosterbuschweg. Zum Klosterbuschweg führt nur ein Fußweg von der Stichstraße. Der Anschluss am Finkenkruger Weg ist auf die Nennhauser Damm-Brücke gelegt, die hier über die Eisenbahn führt, vom westlichen Abschnitt zum Beginn der Brückenrampe führt ein Fußweg über die 90 Meter breite Grünfläche des ehemaligen Mauerbereichs. | Eichholzbahn                                                                                      |
| Eidechsenweg (Lage)                | 0170                     | Eidechse, Reptilienart | 1. März 2022        | Die private Erschließungsstraße verbindet die Straße Metropolitan Park mit dem Brunsbütteler Damm. |                                                                                                   |
| Erbsenpfad (Lage)                  | 0140                     | Erbse, Schmetterlingsblütler | 30. Jan. 1933       | Die Straße in einer Eigenheimsiedlung liegt zwischen Eichholzbahn und Torweg und trug vor ihrer Benennung die Bezeichnung Privatstraße E. Der Buchstabe „E“ führte dabei zur Wahl des Straßennamens. Beim alliierten Gebietsaustausch 1945 kam diese Straße zu West-Staaken und zum Sowjetischen Sektor von Berlin, und bis 1990 im Weiteren zur DDR. | Erbsenpfad                                                                                        |
| Erna-Sack-Straße (Lage)            | 0200                     | Erna Sack (1898–1972), Kammersängerin in Spandau geboren | 21. Feb. 1997       | Die Straße geht als Stichstraße nach Norden von der Adelheid-Poninska-Straße ab. Der Name dieser neu angelegten geht auf eine Vorschlagsliste mit Frauennamen zurück, die von der Arbeitsgemeinschaft sozialdemokratischer Frauen (ASF) für die Neubenennung von Straßen in Spandau zusammengestellt wurde. | Erna-Sack-Straße                                                                                  |
| Ernemannzeile (Lage)               | 0060                     | Heinrich Ernemann (1850–1928), Unternehmer und Erfinder | 18. Nov. 1965       | Die von der Vogelzeile östlich abgehende Stichstraße ist passend zu den anderen Straßen in diesem Wohngebiet nach Pionieren der Foto- und Filmtechnik benannt. | Ernemannzeile                                                                                     |
| Ernst-Bruch-Zeile (Lage)           | 0360                     | Ernst Bruch (19. Jhd.), Statistiker | 1. Aug. 1966        | Die Straße zwischen Baluschek- und Magistratsweg, vorher Straße 382, ist nach Bruch benannt, der 1867 die erste wissenschaftliche Analyse des Berliner Straßenverkehrs veröffentlichte und 1870 die Missstände des Berliner Bebauungsplans kritisierte. | Ernst-Bruch-Zeile                                                                                 |
| Ernst-Lange-Straße (Lage)          | 0350                     | Ernst Lange (1927–1974), Kirchenreformer, Pastor in Berlin-Spandau | 15. Jan. 2010       | Die Straße wurde 2010 neu angelegt und liegt in Höhe der Heerstraße 657–695 am Rand der Stadt und geht nach Westen als Ringstraße von Am Staakener Kirchenfeld ab. | Ernst-Lange-Straße 2012                                                                           |
| Eschenwinkel (Lage)                | 0240                     | Esche, als Allee- und Parkbaum | um 1914             | Die Straße liegt in der Gartenstadt Staaken zwischen Hackbuschstraße und Am Kurzen Weg. | Eschenwinkel                                                                                      |
| Fachinger Straße (Lage)            | 0810                     | Fachingen, Ortsteil der Ortsgemeinde Birlenbach an der Lahn | 9. Sep. 1931        | Die Straße liegt in der Eigenheimsiedlung zwischen Torweg und Straße 339, vorher als Straße 4. Durch den alliierten Gebietstausch lag sie in West-Staaken. | Fachinger Straße                                                                                  |
| Fahrlander Weg (Lage)              | 1040                     | Fahrland, westlich nahegelegene Gemeinde bei Potsdam, (Brandenburg) | 9. Sep. 1931        | Die Straße liegt zwischen Döberitzer Weg und Stadtgrenze. Die Straße in West-Staaken, das 1945 durch alliierten Gebietstausch zum sowjetisch besetzten Gebiet und später zur DDR gehörte. Im September 1931 wurde die Seeburger Straße in Fahrlander Weg umbenannt. 1960 beschloss der Rat der Gemeinde Staaken die Benennung in Seeburger Weg und zwei Tage vor der Wiedereingliederung West-Staakens nach Berlin am 1. Oktober 1990 wurde sie wieder in Fahrlander Weg benannt. | Fahrlander Weg                                                                                    |
| Feigensteig (Lage)                 | 0280                     | Feige, Nutzpflanze im Mittelmeergebiet | 30. Jan. 1933       | Die Straße liegt zwischen Torweg und Löwenmaulsteig und wurde vorher als Privatstraße F geführt, bei der Umbenennung wurde der Buchstabe „F“ zugrunde gelegt, sodass die benachbarten Straßen alphabetisch sortiert sind. Dieses Gebiet gehörte auf der Grundlage von alliierten Vereinbarungen über einen Gebietstausch von Staakener gegen Groß Glienicker Flur von 1945 bis 1990 zu West-Staaken, in der DDR zur Gemeinde Staaken im Kreis Nauen. | Feigensteig                                                                                       |
| Ferbitzer Weg (Lage)               | 0770                     | Ferbitz, ehemalige Gemeinde im Osthavelland, Mark Brandenburg | 9. Sep. 1931        | Die Straße liegt in der Eigenheimsiedlung zwischen Pflaumenpfad und Straße 339, vorher als Straße 17. Durch den alliierten Gebietstausch lag sie in West-Staaken. | Ferbitzer Weg                                                                                     |
| Filmwerkeweg (Lage)                | 0180                     | Staakener Filmwerke | 1. Jan. 1976        | Der Weg liegt im Gebiet von Neu-Staaken zwischen Brunsbütteler Damm und Oldesloer Weg. | Filmwerkeweg                                                                                      |
| Finkenkruger Weg (Lage)            | 1640                     | Finkenkrug, Nachbarort, heute Ortsteil der Stadt Falkensee im Havelland, Brandenburg.                                                                                         | 9. Sep. 1931        | Die Straße zwischen Eichholzbahn und Stadtgrenze entstand durch Zusammenlegen der südlich gelegenen Bahnhofstraße und der Staaken-Falkenhagener Chaussee, da Mehrfachstraßennamen in Groß-Berlin in den 1930er Jahren aufgelöst wurden. Bei der Herausbildung von West-Staaken im Jahr 1945 blieb die Straße Berlin zugehörig wurde aber später bis 1990 zur Randstraße an der Berliner Mauer. | Finkenkruger Weg                                                                                  |
| Flottbeker Weg (Lage)              | 0180                     | Flottbek, Groß- und Klein-Flottbek, Ortsteil von Hamburg | 18. Feb. 1955       | Die vorherige Straße 438 zwischen Magistrats- und Blankeneser Weg liegt in einem Siedlungsgebiet nördlich des Brunsbütteler Damms, vorher Hamburger Straße, in dem Straßen nach Hamburger Ortsteilen benannt sind. | Flottbeker Weg                                                                                    |
| {Gärtnereiring (Lage)              | 1110                     | ortsnahe Gartenbaubetriebe | 3. Juni 1966        | Diese Straße zwischen Heerstraße (teilweise parallel dazu) und Cosmarweg, sie entstand im Zuge der fortschreitenden Erschließung nach und nach in mehreren Straßenabschnitten. Der zuerst angelegte größere Abschnitt dieser Straße verläuft halbringförmig durch ein Gebiet, in dem viele Gartenbaubetriebe angesiedelt waren. | Gärtnerreiring                                                                                    |
| Geißblattpfad (Lage)               | 0390                     | Geißblatt, Pflanzengattung von Zierpflanzen | 30. Jan. 1933       | Die Straße liegt zwischen Isenburger Weg und Feigensteig und wurde vorher als Privatstraße G geführt, bei der Umbenennung wurde der Buchstabe „G“ zugrunde gelegt, sodass die benachbarten Straßen alphabetisch sortiert sind. Dieses Gebiet gehörte auf der Grundlage von alliierten Vereinbarungen über einen Gebietstausch von Staakener gegen Groß Glienicker Flur von 1945 bis 1990 zu West-Staaken, in der DDR zur Gemeinde Staaken im Kreis Nauen. | Geißblattpfad                                                                                     |
| Georg-Schroeder-Straße (Lage)      | 0490                     | Georg Schroeder (1904–1944), Elektroschweißer, Schmied, Widerstandskämpfer gegen das NS-Regime                                                                                | 15. Aug. 2002       | Die vorherige Straße 345 zwischen Seegefelder und Albrechtshofer Weg wurde 2002 benannt. | Georg-Schroeder-Straße                                                                            |
| Gruberzeile (Lage)                 | 0280                     | Otto von Gruber (1884–1942), Photogrammeter und Geodät | 8. Apr. 1964        | Die Straße zwischen Mareyzeile und Sandstraße liegt in einer in den 1960er Jahren angelegten Wohnsiedlung mit nach Pionieren der Foto- und Filmtechnik benannten Straßen. | Gruberzeile                                                                                       |
| Haarmannweg (Lage)                 | 0400                     | August Haarmann (1840–1913), Eisenbahningenieur und Eisenhüttenfachmann. | 18. Mai 1965        | Die Straße liegt zwischen Hartwigzeile und Meyerweg und trägt wie weitere Straßen in der nördlich der Lehrter Eisenbahn in den 1960er Jahren neu angelegten Siedlung „Neues Heim“ den Namen nach einem Wegbereiter und Fachmann des Eisenbahnwesens. | Haarmannweg                                                                                       |
| Haberlandweg (Lage)                | 0210                     | Georg Haberland (1861–1933), Bauunternehmer | 1. Aug. 1965        | Die Straße zwischen Brunsbütteler Damm und Südekumzeile in der Louise-Schröder-Siedlung wurde 1965 neu angelegt. | Haberlandweg                                                                                      |
| Hackbuschstraße (Lage)             | 0700                     | Hermann Hackbusch (1895–1933), Kaufmann und Sportflieger. | 4. Nov. 1935        | Die Straße zwischen Eichholzbahn und Seegefelder Weg in der Gartenstadt Staaken hieß seit etwa 1915 Scheidtstraße und wurde von den Nazis umbenannt, um den Namen Scheidt aus dem Straßenbild zu entfernen.– | Hackbuschstraße                                                                                   |
| Hahnebergweg (Lage)                | 0790                     | Hahneberg | 13. Feb. 1958       | Der Weg geht vom Weinmeisterhornweg als Stichstraße nach Westen ab. Nur die ersten 40 bis 50 Meter sind Fahrstraße im Weiteren ist es ein Pflasterweg für allen Verkehr gesperrt (Zeichen 250) der direkt zum Fort Hahneberg führt. Die Straße verlief bis 1990 durch den Mauerstreifen nach West-Staaken. | Hahnebergweg                                                                                      |
| Hahnenfußpfad (Lage)               | 0400j                    | Hahnenfuß, artenreiche Pflanzengattung als Zierpflanzen genutzt | 30. Jan. 1933       | Die Straße liegt zwischen Geißblatt- und Pflaumenpfad und wurde vorher als Privatstraße H geführt, bei der Umbenennung wurde der Buchstabe „H“ zugrunde gelegt, sodass die benachbarten Straßen alphabetisch sortiert sind. Dieses Gebiet gehörte auf der Grundlage von alliierten Vereinbarungen über einen Gebietstausch von Staakener gegen Groß Glienicker Flur von 1945 bis 1990 zu West-Staaken, Gemeinde Staaken im Kreis Nauen. | Hahnenfußpfad                                                                                     |
| Hamburger Straße (Lage)            | 0520 (im Ortsteil)       | Freie und Hansestadt Hamburg, Hafenstadt an der Elbmündung | 4. Mai 2000         | Die Straße liegt zwischen Seegefelder Weg und der Stadtgrenze, sie setzt sich unter diesem Namen im Nachbarort Falkensee zur Spandauer Straße fort. Die Straße war vorher in den 1930er Jahren als Straße 341 in der Kolonie Albrechtshof angelegt worden. Ein gegen die Benennung eingelegter Widerspruch wurde abgewiesen. Auf Falkenseer Seite finden sich die Überreste des KZ-Außenlagers Falkensee als Geschichtspark. An anderer Stelle hieß zwischen 1899 und 1937 der westliche Teil des Brunsbütteler Damms Hamburger Straße. | Hamburger Straße                                                                                  |
| Harburger Weg (Lage)               | 0260                     | Harburg, Stadtbezirk von Hamburg | 18. Feb. 1955       | Die Straße zwischen Brunsbütteler Damm und Pinneberger Weg wurde bereits 1935 als Straße 377 angelegt. Fast alle Straßen in diesem Siedlungsgebiet nördlich des Brunsbütteler Damms – vorher: Hamburger Straße – tragen die Namen von Hamburger Ortsteilen oder Orten der Umgebung von Hamburg. | Harburger Weg                                                                                     |
| Hartwichzeile (Lage)               | 0290                     | Emil Hermann Hartwich (1801–1879), Eisenbahningenieur | 18. Mai 1965        | Die Straße zwischen Meyerweg und Straße 354 in der neu angelegten Siedlung „Neues Heim“ nördlich der Lehrter Eisenbahn wurde wie umgebende Straßen nach Pionieren des Eisenbahnwesens benannt. | Hartwichzeile                                                                                     |
| Hauptstraße (Lage)                 | 0680                     | alte Straße des Dorfes Staaken | um 1900             | Die Straße zwischen Bergstraße und Staakener Feldstraße, über die sie als Stichstraße weiterführt, liegt in West-Staaken, das auf Grund des alliierten Gebietsaustauschs 1945 zum sowjetisch besetzten Gebiet kam und daraufhin bis 1990 als Gemeinde Staaken zur DDR gehörte. | Hauptstraße                                                                                       |
| Heerstraße (Lage)                  | 3630                     | Heerstraße, Überland-Verbindungsstraße zur schnellen Bewegung des Heeres | 1908                | Die Straße mit der Bundesstraße 5 liegt zwischen Ortsteil- und Stadtgrenze im Ortsteil, nach Westen setzt sie sich in Wilhelmstadt und weiter im Bezirk Charlottenburg-Wilmersdorf fort. Die Heerstraße wurde 1903–1911 gebaut, um für die Berliner Garnison eine direkte Verbindung zwischen Berlin und dem westlich gelegenen Truppenübungsplatz in Döberitz, der 1897 angelegt worden war, unter Umgehung des Kerns der eigenständigen Stadt Spandau herzustellen. Auf Spandauer Flur war die Straße 1903–1911 angelegt und um 1908 als Heerstraße benannt worden, wenigstens in Staaken hieß sie bis um 1921 Döberitzer Heerstraße. Die Gesamtlänge der heutigen Heerstraße ist 10,8 Kilometer. Die Siedlung Neu-Jerusalem ist mit den Grundstücken 342–342a an der aufgehobenen Straße 387, sowie 655a–655e sowie 645a–645h für die aufgehobene Straße 388 und Straße 389 eingegliedert. | Heerstraße                                                                                        |
| Heidebergplan (Lage)               | 0110                     | Heideberg oder Heidelake, Flurname | 9. Sep. 1931        | Er liegt zwischen Am Heideberg und Am Krug. Bis 1931 bestand die Bezeichnung Marktplatz | Heidebergplan                                                                                     |
| Helma-Bogen (Lage)                 | 0210                     | nach dem Bauherrn Helma Eigenheim AG | 1. Mai 2008         | Die Straße im Bogen von und zum Wiesengrund wurde 2008 neu eingerichtet. | Helma-Bogen                                                                                       |
| Helmut-Käutner-Weg (Lage)          | 0200                     | Helmut Käutner (1908–1980), Regisseur und Schauspieler | 7. März 1986        | Die Straße hieß bis zu ihrer Benennung Straße 369 und liegt zwischen Ernst-Bruch-Zeile und Rellstabweg. | Helmut-Käutner-Weg                                                                                |
| Hensoldtweg (Lage)                 | 0120                     | Moritz Hensoldt (1821–1903), Pionier der Optik für Ferngläser | 1. Nov. 1971        | Er geht vom Messterweg nach Süden als Stichstraße ab. Die Straße 39 wurde passend zu anderen Straßen in diesem Wohngebiet nach Pionieren der Optik, Foto- und der Filmtechnik benannt. | Hensoldtweg                                                                                       |
| Hohenloher Weg (Lage)              | 0250                     | Hohenlohe, Region im Nordosten von Baden-Württemberg | 1. Jan. 2007        | Die Straße liegt in einem Neubaugebiet in Albrechtshof und zweigt von der Hamburger Straße ab. | Hohenloher Weg                                                                                    |
| Im Grund (Lage)                    | 0510                     | Geländestruktur im Wäldchen | um 1970             | Diese vom Talweg abgehende Stichstraße zum Stadtrand lag in West-Staaken und dort wurde vom Rat der Gemeinde die Straße 428 benannt. | Im Grund                                                                                          |
| Immergrünsteig (Lage)              | 0420                     | Immergrün, Pflanzengattung von der zwei Arten als Zierpflanze genutzt werden                                                                                                  | 30. Jan. 1933       | Die Straße liegt zwischen Torweg und über den Melonensteig hinweg und wurde vorher als Privatstraße J geführt, bei der Umbenennung wurde der Buchstabe „I“ zugrunde gelegt, sodass die benachbarten Straßen alphabetisch sortiert sind. Dieses Gebiet gehörte auf der Grundlage von alliierten Vereinbarungen aus dem Jahre 1945 über einen Gebietstausch von Staakener gegen Groß Glienicker Flur von 1945 bis 1990 zu West-Staaken und in der DDR zur Gemeinde Staaken im Kreis Nauen. | Immergrünsteig                                                                                    |
| Ingelfinger Weg (Lage)             | 0120                     | Ingelfingen, Stadt im Hohenlohekreis, Baden-Württemberg. | 1. Jan. 2007        | Die Straße liegt in einem Neubaugebiet in Albrechtshof und führt vom Hohenloher Weg zum Künzelsauer Weg. | Ingelfinger Weg                                                                                   |
| Isenburger Weg (Lage)              | 0930                     | Isenburg, Ort bei Neuwied, Rheinland-Pfalz | 9. Sep. 1931        | Die Straße liegt zwischen Eichholzbahn und Zeestower Weg. Die Straße 9 wurde 1931 benannt. Sie liegt in West-Staaken und kam durch 1945 durch alliierten Gebietstausch in Staaken und Kladow zum sowjetisch besetzten Gebiet und dadurch als Gemeinde Staaken zur DDR und wurde 1956 in Ernst-Thälmann-Straße benannt. Am 1. Oktober 1990 – zwei Tage vor der deutschen Wiedervereinigung – beschloss der Rat der Gemeinde Staaken die Rückbenennung in Isenburger Weg. | Isenburger Weg                                                                                    |
| Jänickendorfer Weg (Lage)          | 0370                     | Jänickendorf, Ort im Teltow-Fläming, heute zur Gemeinde Nuthe-Urstromtal | 24. Jan. 1938       | Die in der Eigenheimsiedlung im Gebiet West-Staaken gelegene Straße liegt zwischen Fachinger Straße und Zeestower Weg und trug vor ihrer Benennung die Bezeichnung Straße 321. | Jänickendorfer Weg                                                                                |
| Käthe-Heinemann-Weg (Lage)         | 0090                     | Käthe Heinemann (1889–1975), Musikpädagogin | um 1996             | Die Straße geht nordwärts als Stichstraße von der Adelheid-Poninska-Straße ab. Die Namensvergabe erfolgte auf Grund einer Vorschlagsliste mit Frauennamen der Arbeitsgemeinschaft sozialdemokratischer Frauen (ASF). | Käthe-Heinemann-Weg                                                                               |
| Kerrweg (Lage)                     | 0380                     | Alfred Kerr (1867–1948), Schriftsteller und Journalist | 19. Mai 1959        | Die Straße liegt zwischen Baluschek- und Magistratsweg und hieß vor der Benennung Straße 383. | Kerrweg                                                                                           |
| Kirchplatz (Lage)                  | 0080 × 60                | Staakener Kirche | um 1915             | Der Platz zwischen An den Giebeln und Heidebergplan erhielt seinen Namen mit der Gartenstadt um 1915, die Kirche wurde dann 1922 gebaut. | Kirchplatz                                                                                        |
| Klosterbuschweg (Lage)             | 0700                     | Klosterbusch, alter Flurname; das Gelände gehörte zur „Klosterfreiheit“, also zum Besitz des Benediktinerinnenklosters Spandau, das von 1239 bis ins 16. Jahrhundert bestand. | 1. Dez. 1965        | Die Straße östlich der Siedlung Klosterbüsche liegt zwischen Seegefelder Weg und den Bahnbrücken der Hamburger Bahn. Die Straße 351 wurde 1965 benannt, nach Süden folgt der Magistratsweg und nach Norden Am Kiesteich. 1989 wurde der Brandwerderweg in den Klosterbuschweg einbezogen. | Klosterbuschweg                                                                                   |
| Knöterichpfad (Lage)               | 0400                     | Knöterich, Pflanzengattung | 30. Jan. 1933       | Die Straße liegt zwischen Geißblattpfad und über den Melonensteig hinweg bis an den Heidelakegraben. Sie wurde vorher als Privatstraße K geführt, bei der Umbenennung wurde ein botanischer Begriff mit „K“ zugrunde gelegt, sodass die benachbarten Straßen alphabetisch sortiert sind. Dieses Gebiet gehörte auf der Grundlage von alliierten Vereinbarungen über einen Gebietstausch von Staakener gegen Groß Glienicker Flur von 1945 bis 1990 zu West-Staaken, in der DDR zur Gemeinde Staaken im Kreis Nauen. | Knöterichpfad                                                                                     |
| Köhlbrandweg (Lage)                | 0180                     | Köhlbrand, Elbe-Arm zwischen Hamburg und Harburg | 22. Okt. 1956       | Die Straße zwischen Oldesloer und Wandsbeker Weg, vorher Straße 421, liegt in der Louise-Schröder-Siedlung, die nördlich des Brunsbütteler Damms – der ehemaligen Hamburger Straße – angelegt wurde. | Köhlbrandweg                                                                                      |
| Kretzerzeile (Lage)                | 0180                     | Max Kretzer (1854–1941), Schriftsteller | 29. Jan. 1958       | Die Zeile, vorher Straße 365, liegt zwischen Rellstab- und Cosmarweg. Die Kretzerzeile soll gemäß Beschluss der Bezirksvertretung Spandau von Januar 2015 umbenannt werden, da Max Kretzer offen mit den Nationalsozialisten sympathisiert habe. | Kretzerzeile                                                                                      |
| Künzelsauer Weg (Lage)             | 0200                     | Künzelsau, Kreisstadt des Hohenlohekreises, Baden-Württemberg. | 1. Jan. 2007        | Die Straße liegt in einem Neubaugebiet in Albrechtshof und zweigt von der Hamburger Straße ab. | Künzelsauer Weg                                                                                   |
| Leubnitzer Weg (Lage)              | 0230                     | Leubnitz, Stadtteil im Dresdner Osten, Sachsen | 1. Aug. 1972        | Er liegt zwischen Maulbeerallee und Baedekerweg. Die Sandstraße östlich der Rudolf-Wissell-Siedlung bestand aus zwei Abschnitten ohne direkte Verbindung gab, so wurde der kleinere, nördliche Abschnitt, angepasst an umliegende Straßen mit Namen nach Dresdner Ortsteilen und Vororten umbenannt. | Leubnitzer Weg                                                                                    |
| Leuthingerweg (Lage)               | 0100 (im Ortsteil)       | Nikolaus Leuthinger (1554–1612), Theologe, Chronist und Lyriker | 18. Feb. 1955       | Die Straße zwischen Seegefelder Weg und der Ortsteilgrenze in Höhe Kleingartenanlage, zum Ortsteil gehören die Grundstücke 33–39, die Ortsteilgrenze verläuft auf der Straße die ostwärts in Falkenhagener Feld weiterführt. Sie wurde in den 1930er Jahren als Straße 493 angelegt. | Leuthingerweg                                                                                     |
| Lohrer Pfad (Lage)                 | 0320                     | Lohr am Main, Stadt im Landkreis Main-Spessart, Bayern. | 5. Apr. 1934        | Die Straße im West-Staakener Gebiet trug vor ihrer Benennung die Bezeichnung Straße 305 und liegt zwischen Torweg und Fachinger Straße. | Lohrer Pfad                                                                                       |
| Loschwitzer Weg (Lage)             | 0420                     | Loschwitz, Stadtteil im Dresdner Osten, Sachsen | 11. Nov. 1968       | Die Straße zwischen Pillnitzer und Magistratsweg wurde in der Rudolf-Wissell-Siedlung neu angelegt und erhielt wie die umliegenden Straßen ihren Namen nach östlichen Vororten von Dresden. | Loschwitzer Weg                                                                                   |
| Löwenmaulsteig (Lage)              | 0230                     | Löwenmaul, Gattung mit Zierpflanzen | 30. Jan. 1933       | Die Straße liegt zwischen Finkenkruger Weg und Hahnenfußpfad und wurde vorher als Privatstraße L geführt, bei der Umbenennung wurde der Buchstabe „L“ zugrunde gelegt, sodass die benachbarten Straßen alphabetisch sortiert sind. Dieses Gebiet gehörte auf der Grundlage von alliierten Vereinbarungen über einen Gebietstausch von Staakener gegen Groß Glienicker Flur von 1945 bis 1990 zu West-Staaken, in der DDR zur Gemeinde Staaken im Kreis Nauen. | Löwenmaulsteig                                                                                    |
| Löwenstammstraße (Lage)            | 0330                     | Arthur Löwenstamm (1882–1965), Pädagoge und Rabbiner | 15. Aug. 2002       | Die Straße zwischen Seegefelder und Albrechtshofer Weg war vor der Namensvergabe Straße 343 in der Kolonie Albrechtshof. Die Namenswahl der zuvor nummerierten Straße erfolgte gemeinsam mit der Georg-Schroeder- und der Alfons-Loewe-Straße nach jüdischen NS-Opfern. | Löwenstammstraße                                                                                  |
| Luchweg (Lage)                     | 0540                     | Luch, Sumpfwiese. | 1. Nov. 2004        | Der Luchweg wurde als Straße 344 in der Kolonie Albrechtshof in den 1930er Jahren angelegt. Er liegt zwischen Seegefelder Weg und Stadtgrenze. | Luchweg                                                                                           |
| Luftschifferweg (Lage)             | 0280                     | Führer eines Luftschiffs | 1. Okt. 1965        | Die Straße in der Gartenstadt Staaken wurde vor ihrer Benennung Straße 328 genannt. Die Straße mit Bezug zum Luftschiffhafen Staaken liegt östlich von der Hackbuschstraße als Stichstraße zur KGA Neuland. | Luftschifferweg                                                                                   |
| Magistratsweg (Lage)               | 1910                     | Magistrat von Berlin, zuständige Behörde für die Straße | vor 1893            | Die Straße liegt zwischen Heerstraße und Bahnbrücke. Er wurde angelegt, als die Stadt Spandau im Osten der Staakener Feldmark Ländereien zugewiesen bekam und diente der Erschließung dieser Magistratsländereien. Das Benennungsdatum dieser um 1830 angelegten Straße ist nicht bekannt, der Name findet sich zum ersten Mal 1893. Im Jahr 1934 wurde die Straße zur Heerstraße verlängert, indem der Weinbergsweg einbezogen wurde. | Magistratsweg                                                                                     |
| Mareyzeile (Lage)                  | 0220                     | Étienne-Jules Marey (1830–1904), französischer Physiologe, Erfinder und Fotopionier                                                                                           | 26. Aug. 1965       | Die Straßen zwischen Meydenbauerweg und Gruberzeilein liegt im Wohngebiet südlich der Heerstraße, in dem Straßen mit Namen von Pionieren der Fototechnik benannt sind. | Mareyzeile                                                                                        |
| Maulbeerallee (Lage)               | 0800                     | Maulbeeren, zur Seidenraupenzucht | vor 1909            | Die Straße zwischen Seeburger und Magistratsweg wurde um 1880 mit der Lazarus'schen Siedlung als Erschließungsstraße angelegt und trug bereits im Jahr 1909 den Namen Maulbeerallee. Die Trassenführung der Maulbeerallee wurde 1968 bei der Beräumung der alten Siedlung zugunsten der Rudolf-Wissell-Siedlung geändert und der Straßenname am 1. September 1971 erneut vergeben. | Maulbeerallee                                                                                     |
| Melonensteig (Lage)                | 0280                     | Melonen, kultivierte Gewächse mit großen, saftreichen Beeren-Früchten | 30. Jan. 1933       | Die Straße liegt zwischen Isenburger Weg und Hahnenfußpfad und wurde vorher als Privatstraße M geführt, bei der Umbenennung wurde der Buchstabe „M“ zugrunde gelegt, sodass die benachbarten Straßen alphabetisch sortiert sind. Dieses Gebiet gehörte auf der Grundlage von alliierten Vereinbarungen über einen Gebietstausch von Staakener gegen Groß Glienicker Flur von 1945 bis 1990 zu West-Staaken, in der DDR zur Gemeinde Staaken im Kreis Nauen. | Melonensteig                                                                                      |
| Messterweg (Lage)                  | 0210                     | Oskar Meßter (1866–1943), Filmpionier, Kamera für Luftaufnahmen. | 22. Okt. 1956       | Die Straße 402 zwischen Semmelländer und Anschützweg erhielt 1956 ihren Namen passend zu den Straßen im Wohngebiet südlich der Heerstraße nach Namen von Pionieren auf den Gebieten der Optik, Foto- und Filmtechnik. | Messterweg                                                                                        |
| Metropolitan Park (Lage)           | 0800                     | Metropolitan Park, Wohnpark in West-Staaken | 28. Feb. 2019       | Die Straße bildet einen großen Halbkreis und entstand vor dem Zweiten Weltkrieg in einem Kasernengelände der Luftwaffe, das zum Flugplatz Staaken gehörte. Zu DDR-Zeiten wurde aus den Kasernen das Krankenhaus Staaken, welches 1998 geschlossen wurde. Seit 2016 werden die Gebäude in einen Wohnpark konvertiert. |                                                                                                   |
| Meydenbauer Weg (Lage)             | 0360 (im Ortsteil)       | Albrecht Meydenbauer (1834–1921) Bauingenieur und Begründer der Architektur-Photogrammetrie                                                                                   | 27. Aug. 1963       | Die Straße liegt zwischen Anschützweg und Sandstraße und setzt sich ostwärts in Wilhelmstadt fort. Die Straße 401 wurde 1963 in die neu angelegte Straße einbezogen und trägt wie andere Straßen in diesem Wohngebiet südlich der Heerstraße den Namen nach Pionieren auf den Gebieten der Foto- und Filmtechnik (siehe dazu auch: Filmwerk in Staaken). | Meydenbauer Weg                                                                                   |
| Meyerweg (Lage)                    | 0490                     | Joseph Meyer (1796–1856), Verleger und Gründer des Bibliographischen Instituts                                                                                                | 18. Mai 1965        | Die 1965 neu angelegte Straße liegt zwischen Haarmann- und Klosterbuschweg. | Meyerweg                                                                                          |
| Möthlower Straße (Lage)            | 0390                     | Möthlow, Gemeinde im Havelland, Brandenburg | 21. Apr. 1932       | Die Straße, vorher Straße 46, im Gebiet West-Staakens liegt zwischen Seegefelder Weg und Georg-Schroeder-Straße die darüber hinaus Stichstraße führt zum Mauerstreifen, der nach 1990 zunächst eine Brachfläche wurde. | Möthlower Straße                                                                                  |
| Mühlenbachring (Lage)              | 0410                     | vormals hier liegende Windmühle | 15. Nov. 2001       | Die Straße liegt im neuentstandenen Mühlenviertel südlich von der Staakener Feldstraße als Ring abgehend. | Mühlenbachring                                                                                    |
| Mühlendorfstraße (Lage)            | 0150                     | vormals hier liegende Windmühle | 15. Nov. 2001       | Die Straße liegt zwischen Staakener Feldstraße und Mühlenbachring im neu entstandenen Mühlenviertel. Eine Windmühle ist noch auf einer Karte von 1924 eingezeichnet. Die um 1850 errichtete Lehmfachwerkscheune des Mühlengehöfts befindet sich heute Schulstraße 62. | Mühlendorfstraße                                                                                  |
| Narzissenpfad (Lage)               | 0140                     | Narzissen, Pflanzengattung mit Zier- und Gartenpflanzen | 30. Jan. 1933       | Die Straße liegt zwischen Finkenkruger Weg und Orangensteig und wurde vorher als Privatstraße N geführt, bei der Umbenennung wurde der Buchstabe „N“ für einen botanischen Begriff zugrunde gelegt, sodass der alphabetische Zusammenhang der Siedlung erhalten blieb. Dieses Gebiet gehörte auf der Grundlage von alliierten Vereinbarungen über einen Gebietstausch von Staakener gegen Groß Glienicker Flur von 1945 bis 1990 zu West-Staaken, in der DDR zur Gemeinde Staaken im Kreis Nauen. Die Straße lag im westlichen Abschnitt im Bereich des Grenzstreifens. | Narzissenpfad                                                                                     |
| Nennhauser Damm (Lage)             | 2200                     | Nennhausen, Gemeinde im Havelland, Brandenburg | 9. Sep. 1931        | Vor 1900 wurden hier nahe dem Ortskern der noch eigenständigen Gemeinde Staaken die Bahnhofstraße und südlich davon die Königstraße angelegt. Bei der Benennungsaktion 1931 wurden beide Straßen südlich vom Bahnhof zum Nennhauser Damm zusammengefasst und umbenannt. Am 1. Oktober 1990 wurde auch die in den Jahren 1937/1938 gebaute Kurze Straße ein Teil des Nennhauser Damms. Mit der Grenzöffnung im Jahre 1990 kam der gesamte Straßenzugang wieder zu Berlin. In der Folge der Abtrennung von West-Staaken wegen der alliierten Vereinbarung von 1945 lag der Nennhauser Damm teilweise in West-Berlin und der südliche Ast gehörte anfangs zu Ost-Berlin und danach zum Kreis Nauen. Damals wurden Teile Staakens (um das Fluggelände Staaken) der Sowjetischen Zone zugeordnetals Ausgleich für den Übergang von Teilen um Gatow, um den britischen Streitkräften den ungehinderten Zugang zum Flugplatz Gatow im britischen Sektor zu ermöglichen. So verlief die Grenze viele Jahre auf der Straßenmitte entlang der Berliner Mauer. Mit der Vereinbarung zwischen dem Berliner Senat und der DDR vom 31. März 1988 gelangte das gesamte Straßenland zu West-Berlin. | Nennhauser Damm                                                                                   |
| Neue Straße (Lage)                 | 0160                     | nach der Neuanlage der Straße | um 1900             | Sie war die Erschließungsstraße für eine neue Ende des 19. Jhd. errichtete kleine Wohnsiedlung als an der damaligen Hamburger Straße die ersten größeren Industriebetriebe entstanden. Die Straße liegt zwischen Blankeneser und Magistratsweg. | Nennhauser Damm von der alten Führung nach Osten                                                  |
| Neunkircher Steig (Lage)           | 0600 (im Ortsteil)       | Neunkirchen im Saarland | 5. Apr. 1934        | Die Straße in der Eigenheimsiedlung zwischen Eichholzbahn und Ferbitzer Weg wurde vor ihrer Benennung als Straße 324 bezeichnet. Sie liegt entlang der Stadtgrenze, Straße und östliche Grundstücke gehören zum Ortsteil, auf der Westseite liegt das Wasserwerk Falkensee. 1945 kam dieses West-Staakener Gebiet auf Grundlage alliierter Vereinbarungen zu West-Staaken (1945 bis 1990 außerhalb Berlins). Die Namensgebung ist wohl in der Rückgewinnung des Saarlands zu sehen. Das Belassen während der Zugehörigkeit der Straße zur DDR beruht wohl darauf, dass Neunkirchen der Geburtsort von Erich Honecker als SED-Funktionär ist. | Neunkircher Steig                                                                                 |
| Nidecksteig (Lage)                 | 0400                     | Nideck, Burgruine in den Vogesen, Frankreich | 5. Apr. 1934        | Die Straße zwischen Fachinger Straße und Aumetzer Weg in der Eigenheimsiedlung in West-Staaken trug vor ihrer Benennung die Bezeichnung Straße 307. | Nidecksteig                                                                                       |
| Oberdorfer Steig (Lage)            | 0390                     | Bad Oberdorf, Ortsteil von Hindelang im Oberallgäu, Bayern | 9. Sep. 1931        | Der Steig, vorher Straße 6, zwischen Eichholzbahn und Fachinger Straße (hier als Stichstraße) in der Staakener Eigenheimsiedlung liegt im Gebiet West-Staaken. Nach Süden führt der Fußgängertunnel durch die Bahnlinie. | Oberdorfer Steig                                                                                  |
| Obstallee (Lage)                   | 0600                     | Obst, essbare Früchte und Samen | um 1880             | Die Straße zwischen Magistratsweg und Sandstraße entstand um 1880 und wurde von Anfang an als Obstallee bezeichnet. Beim Bau der Rudolf-Wissell-Siedlung erhielt die Straße nach 1970 teilweise eine neue Führung. Sie wurde am 1. Februar 1973 erneut als Obstallee bestätigt, irrtümlicherweise als neue Straße. | Obstallee                                                                                         |
| Öhringer Weg (Lage)                | 0140                     | Öhringen, Große Kreisstadt im Hohenlohekreis, Baden-Württemberg. | 1. Jan. 2007        | Die Straße liegt in einem Neubaugebiet in Albrechtshof und führt vom Hohenloher Weg zum Künzelsauer Weg. | Öhringer Weg                                                                                      |
| Oldesloer Weg (Lage)               | 0640                     | Bad Oldesloe, Kreisstadt in Stormarn, Schleswig-Holstein | 18. Feb. 1955       | Die Straße zwischen Magistrats- und Filmwerkeweg liegt in der Louise-Schröder-Siedlung und trug vor ihrer Benennung die Bezeichnung Straße 427. | Oldesloer Weg                                                                                     |
| Orangensteig (Lage)                | 0420                     | Orange, immergrüner Baum der Apfelsinen trägt | 30. Jan. 1933       | Die Straße liegt zwischen Narzissenpfad und über den Pflaumenpfad hinweg und wurde vorher als Privatstraße O geführt, bei der Umbenennung wurde der Buchstabe „O“ zugrunde gelegt, sodass die benachbarten Straßen alphabetisch sortiert sind. Diese Straße in der Eigenheimsiedlung wurden nach Pflanzennamen benannt und gehörte zu West-Staaken. | Orangensteig                                                                                      |
| Orelzeile (Lage)                   | 0070                     | Eduard von Orel (1877–1941), österreichischer Kartograf und Erfinder | 18. Nov. 1965       | Die Straße als Stichstraße ostwärts von der Vogelzeile abgehend ist beim Anlegen 1965 nach einem Pionier der Fototechnik, wie umliegende Straßen, benannt worden. | Orelzeile                                                                                         |
| Pfarrer-Theile-Straße (Lage)       | 0490                     | Johannes Hermann Max Theile (1892–1964), Theologe, Widerstandskämpfer gegen das NS-Regime                                                                                     | 7. Feb. 1997        | Da Straße liegt zwischen Gärtnereiring und Cosmarweg. | Pfarrer-Theile-Straße                                                                             |
| Pflaumenpfad (Lage)                | 0190                     | Pflaume, Steinobst aus der Familie der Rosengewächse | 30. Jan. 1933       | Die Straße liegt zwischen Orangensteig und verlängert den Ferbitzer Weg, sie wurde vorher als Privatstraße P geführt, bei der Umbenennung wurde der Buchstabe „P“ zugrunde gelegt, sodass die benachbarten Straßen alphabetisch sortiert sind. Dieses Gebiet gehörte auf der Grundlage von alliierten Vereinbarungen über einen Gebietstausch von Staakener gegen Groß Glienicker Flur von 1945 bis 1990 zu West-Staaken, in der DDR zur Gemeinde Staaken im Kreis Nauen. | Pflaumenpfad                                                                                      |
| Philipp-Gerlach-Weg (Lage)         | 0270                     | Philipp Gerlach (1679–1748), Architekt | 1. Feb. 2003        | Die Straße wurde von der Staakener Feldstraße abgelöst. Er führt von der Hauptstraße nach Norden bis zum Bullengraben. | Philipp-Gerlach-Weg                                                                               |
| Phöbener Steig (Lage)              | 0250                     | Phöben, Gemeinde nördlich von Werder, Brandenburg | 9. Sep. 1931        | Die Straße in der Wohnsiedlung Albrechtshof (West-Staaken) trug vor ihrer Benennung die Bezeichnung Straße 19. Sie liegt zwischen Ferbitzer und Zeestower Weg. | Phöbener Steig                                                                                    |
| Pietschweg (Lage)                  | 0150                     | Ludwig Pietsch (1824–1911), Maler, Kunstschriftsteller und Feuilletonist | 29. Jan. 1958       | Die Straße war vorher als Straße 364 geführt und liegt zwischen Rellstab- und Cosmarweg. | Pietschweg                                                                                        |
| Pillnitzer Weg (Lage)              | 0510                     | Pillnitz, Ortsteil von Dresden, Sachsen. | 11. Nov. 1968       | Die Straße liegt in dem Teil der Rudolf-Wissell-Siedlung, in dem die Straßen Namen nach Dresdener Ortsteilen tragen zwischen Heerstraße und Magistratsweg. | Pillnitzer Weg                                                                                    |
| Pinneberger Weg (Lage)             | 0250 (im Ortsteil)       | Pinneberg, Kreisstadt in Schleswig-Holstein | 18. Feb. 1955       | Die Straße 373 und Straße 501 wurden 1955 gemeinsam in Pinneberger Weg benannt. Die Straße liegt zwischen Blankeneser Weg und dem Neustaakener Graben im Ortsteil und geht hinter dem Graben in Spandau ostwärts weiter zur Prisdorfer Straße. In diesem Wohngebiet nördlich des Brunsbütteler Damms, die ehemalige Hamburger Straße, sind mehrere Straßen mit Namen nach Orten in und um Hamburg benannt. | Pinneberger Weg                                                                                   |
| Pulfrichzeile (Lage)               | 0090                     | Carl Pulfrich (1858–1927), Physiker und Optiker, Pulfrich-Refraktometer | 18. Nov. 1965       | Die Straße geht östlich von der Vogelzeile an, in einem Wohngebiet südlich der Heerstraße, in dem die Straßen nach Pionieren der Optik benannt sind. | Pulfrichzeile                                                                                     |
| Querweg (Lage)                     | 0120                     | Quer zur Siedlungsachse | um 1970             | Die Straße südöstlich vom Fort Hahneberg, vormals Straße 333 erhielt um 1970 vom Rat der Gemeinde Staaken den Namen Querweg. Sie liegt in West-Staaken zwischen Buschower und Siedlungsweg. | Querweg                                                                                           |
| Quittensteig (Lage)                | 0130                     | Quitte, Kernobstart | 30. Jan. 1933       | Die Straße liegt nordwärts vom Pflaumenpfad ab und wurde vorher als Privatstraße Q geführt, bei der Umbenennung wurde der Buchstabe „Q“ zugrunde gelegt, sodass die benachbarten Straßen alphabetisch sortiert sind. Dieses Gebiet gehörte auf der Grundlage von alliierten Vereinbarungen über einen Gebietstausch von Staakener gegen Groß Glienicker Flur von 1945 bis 1990 zu West-Staaken, in der DDR zur Gemeinde Staaken im Kreis Nauen. | Quittensteig                                                                                      |
| Räcknitzer Steig (Lage)            | 0250                     | Räcknitz, südlicher Ortsteil von Dresden, Sachsen | 1. Sep. 1971        | Die Straße geht südlich von der Maulbeerallee als Stichstraße ab, in einem Wohngebiet, wo auch umliegende Straßen nach Dresdner Ortsteilen benannt sind. | Räcknitzer Steig                                                                                  |
| Reckeweg (Lage)                    | 0300 + 490 (im Ortsteil) | Otto Karl Louis Recke (1844–1922), Spandauer Pfarrer | 18. Feb. 1955       | Der Reckeweg liegt als Stichstraße westlich vom Seegefelder Weg zu diesem parallel und erschließt die Hinterlieger mit einem Fußweg am westlichen Ende, durch eine Grünfläche unterbrochen liegt die Straße ostwärts zwischen Straße 603 und der Ortsteilgrenze an der Straße 396. Ostwärts führt sie nach Falkenhagener Feld weiter. Die Straße wurde als Straße 390 in den 1930er Jahren parallel zum Seegefelder Weg angelegt und bebaut. | Reckeweg                                                                                          |
| Reimerweg (Lage)                   | 0260                     | Moritz Gerhard Reimer (1816–1867), Gutsbesitzer | 1. März 1963        | Die Straße zwischen Heerstraße und Weinmeisterhornweg westlich am Amalienhof trug inoffiziell die Bezeichnung Elsenweg und wurde 1963 offiziell nach Reimer benannt. Er war Besitzer des Staakener Vorwerks, das auf seinen Antrag in Amalienhof umbenannt wurde. Reimers Gattin hieß Amalie. | Reimerweg                                                                                         |
| Rellstabweg (Lage)                 | 0760                     | Ludwig Rellstab (1799–1860), Dichter und Musikkritiker | 8. Nov. 1955        | Die Straße 359 zwischen Baluschek- und Cosmarweg wurde 1955 benannt. | Rellstabweg                                                                                       |
| Richard-Münch-Straße (Lage)        | 0500                     | Richard Münch (1889–1968), Spandauer Bürgermeister, Stadtältester von Berlin                                                                                                  | 7. Feb. 1997        | Die Straße liegt zwischen Gärtnereiring und Cosmarweg, über letzteren als Stichstraße weitergehend. | Richard-Münch-Straße                                                                              |
| Rowanweg (Lage)                    | 0180                     | William Rowan (um 1845–1900), britischer Eisenbahningenieur (Dampftriebwagen).                                                                                                | 18. Mai 1965        | Die Straße liegt zwischen Klosterbuschweg und Deniszeile und wurde wie die umliegenden nach einem Eisenbahnpionier benannt. | Rowanweg                                                                                          |
| Sandstraße (Lage)                  | 0490 (im Ortsteil)       | ehemalige hiesige Sandgruben | um 1888             | Die Straße liegt zwischen Gruberzeile und Obstallee, wobei Straße und östliche Grundstücke zu Wilhelmstadt gehören, die westlichen ungerade nummerierten Grundstücke gehören in der gesamten Straßenlänge zum Ortsteil. Der Name Sandstraße wurde um 1888 erstmals amtlich erwähnt, vermutlich wurde er aber schon vorher verwendet. Die Straße bestand aus zwei Abschnitten und so wurde am 1. August 1972 der kleinere, nördliche Abschnitt in Leubnitzer Weg umbenannt. | Sandstraße                                                                                        |
| Schulstraße (Lage)                 | 0780                     | neues Schulgebäude der Landgemeinde Staaken von 1897/1898 | um 1900             | Die Straße liegt im Gebiet West-Staaken zwischen Nennhauser Damm und Am Zeppelinpark (Berolinastraße). | Schulstraße 13–21                                                                                 |
| Schwebelweg (Lage)                 | 0400                     | Gotthardt Emil Robert Oskar Schwebel (1845–1891), Theologe, Heimatforscher | 22. Okt. 1956       | Die Straße wurde im Norden der Rudolf-Wissell-Siedlung als Straße 367 angelegt und liegt zwischen Rellstabweg und Maulbeerallee. | Schwebelweg                                                                                       |
| Seeburger Weg (Lage)               | 0070 (im Ortsteil)       | Seeburg, östliche Nachbargemeinde | 1857                | Das Straßenland nördlich von der Maulbeerallee Maulbeerweg liegt in Wilhelmstadt, nur rund 60 Meter am westlichen Straßenrand (Südende) mit den Grundstücken 34 und 36 liegen auf Staakener Gebiet. Noch in den 1950er Jahren führte der Seeburger Weg als Ortsverbindung in Fortsetzung der Seeburger Straße in (fast) gerader Linie zur Gemeinde Seeburg. Bauliche Veränderungen, insbesondere der Aufbau der Rudolf-Wissell-Siedlung, unterbrachen den alten Verlauf, der ab 1961 an der Stadtgrenze zur DDR endete. So wurden Teile aufgehoben und das Teilstück südlich der Heerstraße am 1. Januar 1972 in Semmelländer Weg umbenannt. | Seeburger Weg                                                                                     |
| Seegefelder Weg (Lage)             | 2070 (im Ortsteil)       | Seegefeld, 1923 mit Falkenhagen zu Falkensee zusammengelegter östlicher Nachbarort, Havelland in Brandenburg                                                                  | 13. Dez. 1934       | Der Weg liegt parallel zur Bahnstrecke zwischen Ortsteil- und Stadtgrenze, ostwärts setzt sich die Straße in Spandau und dort in der Seegefelder Straße fort. Die Benennung der westlichen Fortsetzung der Spandauer Seegefelder Straße im Jahre 1934 folgte wohl der bis dahin gebräuchlichen Bezeichnung. Westwärts geht die Straße in Falkensee weiter, heißt dort allerdings auch Seegefelder Straße, durchgehend ist sie als Hauptverkehrsstraße ausgewiesen. | Seegefelder Weg                                                                                   |
| Semmelländerweg (Lage)             | 0580                     | Semmelländer, alte Flurbezeichnung | 1. Jan. 1972        | Die Straße liegt zwischen Heerstraße und Weinmeisterhornweg. Ursprünglich verlief hier der Seeburger Weg, der allerdings seine Fortsetzung über die Stadtgrenze hinweg nach Seeburg in den 1950er Jahren verloren hatte. Durch umfangreiche Bauarbeiten nach 1970 wurde er mehrfach unterbrochen und Straßenabschnitte wurden aufgehoben. Das Teilstück zwischen der Heerstraße und der Grünanlage Hahneberg blieb bestehen und erhielt 1972 den Namen Semmelländerweg. | Semmelländerweg                                                                                   |
| Siedlungsweg (Lage)                | 0150 + 50 (Seitenstraße) | Siedlung am Hahneberg | um 1970             | Er liegt südlich vom Fort Hahneberg und setzt den Querweg fort, dabei ist sowohl die direkte Fortsetzung als auch der querende Weg gleich benannt. | Siedlungsweg aus dem Querweg heraus gesehen                                                       |
| Spandauer Straße (Lage)            | 1220                     | historischer Weg von Staaken nach Spandau | vor 1909            | Sie liegt zwischen Nennhauser Straße und Blankeneser Weg, ist jedoch am Magistratsweg beidseits ohne Zufahrten. Der Straßenname Spandauer Straße für diesen Verbindungsweg ist ab 1909 nachgewiesen. | Spandauer Straße                                                                                  |
| Spieroweg (Lage)                   | 0200                     | Heinrich Spiero (1876–1947), Germanist und Literaturhistoriker. | 29. Jan. 1958       | Der Weg liegt zwischen Springerzeile und Bullengraben und trug vor der Benennung 1958 die Bezeichnung Straße 363. | Spieroweg                                                                                         |
| Springerzeile (Lage)               | 0840                     | Robert Springer (1816–1885), Schriftsteller und Publizist | 29. Jan. 1958       | Die Straße im Norden der Rudolf-Wissell-Siedlung hieß vor ihrer Benennung Straße 358 und liegt zwischen Baluschek- und Spieroweg. | Springerzeile                                                                                     |
| Staakener Straße (Lage)            | 0440 (im Ortsteil)       | Staaken (von Spandau her) | um 1878             | Sie liegt zwischen Klosterbuschweg und der Ortsteilgrenze nahe der Straße 357 im Ortsteil und führt im größeren Abschnitt ostwärts nach Spandau zur Seegefelder Straße weiter. Der Fahrverkehr des Abschnitts im Ortsteil erfolgt als Stichstraße westwärts von Spandau her, da die Verbindung zum Klosterbuschweg südlich vom Gewerbegebiet am Grundstück 68 vom Wendehammer aus zwischen den Eisenbahnbrücken nur als Schleichweg möglich ist. Die Straße war der frühere Weg von Spandau zum Nachbarort Staaken, woraus sich die Benennung ergibt. | Staakener Straße                                                                                  |
| Staakener Feldstraße (Lage)        | 0190                     | eingrenzend für Feldstraße, zum Acker führend | 1. Okt. 1990        | Die Straße geht heute vom Nennhauser Damm nach Westen ab und als Fußweg mit Anschluss zum Brunsbütteler Damm. Die Straße liegt im Gebiet von West-Staaken, das von 1945 bis 1990 auf der Grundlage alliierter Vereinbarungen zum sowjetisch besetzten Gebiet und später zur DDR gehörte. Am 1. Oktober 1990 – zwei Tage vor der Wiedereingliederung von West-Staaken nach Berlin – beschloss der Rat der Gemeinde Staaken die Zusammenführung der Feldstraße und Erich-Meier-Straße als Staakener Feldstraße. Am 1. Februar 2003 wurde der Abschnitt zwischen Hauptstraße und Bullengraben in Philipp-Gerlach-Weg umbenannt. | Staakener Feldstraße 6–8                                                                          |
| Stieglakeweg (Lage)                | 0540                     | Stieglake, alte Flurbezeichnung östlich des Dorfes Staaken | 1. Sep. 1973        | Die Straße 411 wurde 1973 benannt und liegt zwischen Spandauer Straße und Südekumzeile, darüber als Sackgasse weitergehend. | Stieglakeweg                                                                                      |
| Straße 331 (Lage)                  | 0120                     | Nummerierung im Bebauungsplan | nach 1930           | Die Straße liegt zwischen Eichholzbahn und Zörgiebelweg, als Fußweg bis Ungewitterweg. | Straße 331                                                                                        |
| Straße 339 (Lage)                  | 0310 (im Ortsteil)       | Nummerierung im Bebauungsplan | nach 1930           | Sie liegt in Albrechtshof zwischen Ferbitzer und Zeestower Weg entlang der Stadtgrenze zu Falkensee. Die Grundstücke östlich sind gerade nummeriert, auf Falkenseer Gemarkung befindet sich Brachfläche. | Straße 339                                                                                        |
| Straße 354 (Lage)                  | 0200                     | Nummerierung im Bebauungsplan | nach 1930           | Straße liegt südlich vom Rowanweg abgehend über den Neustaakener Graben zur Bahnlinie. | Straße 354                                                                                        |
| Straße 357 (Lage)                  | 0240                     | Nummerierung im Bebauungsplan | nach 1930           | Die Straße liegt nordwärts von der Staakener Straße am Neustaakener Graben entlang und dann im Knick nach Südwest. | Straße 357                                                                                        |
| Straße 393 (Lage)                  | 0190                     | Nummerierung im Bebauungsplan | nach 1930           | Die Straße liegt zwischen Seegefelder Weg und Wolfshorst vollständig im Ortsteil und umfasst die Hausnummern 1–14. Nordwärts schließt die Straße Am Kiesteich im Ortsteil Berlin-Falkenhagener Feld an. | Straße 393                                                                                        |
| Straße 396 (Lage)                  | 0150 (im Ortsteil)       | Nummerierung im Bebauungsplan | nach 1930           | Die Straße wurde in den 1930er Jahren angelegt, auf ihr verläuft in der Länge die Grenze zu Falkenhagener Feld. Sie liegt zwischen Wolfshorst und Seegefelder Weg. | Straße 396                                                                                        |
| Straße 603 (Lage)                  | 0180                     | Nummerierung im Bebauungsplan | 1938                | Sie führt vom Seegefelder Weg nordwärts über den Reckeweg hinweg als Stichstraße bis an die Grenze des Ortsteils, mit den Grundstücken 8, 10 und 16. Im Berliner Adressbuch 1943 ist die Straße 603 zwischen Eisenbahn und Volkspark, über die Straße 390 und den Seegefelder Weg mit zwei bebauten Grundstücken und 44 Baustellen angegeben. Die Straße setzt sich als Fuß- und Radweg über die Spektelake hinweg fort und mündet auf An der Felgenlake. | NAME=Straße 603                                                                                   |
| Südekumzeile (Lage)                | 0610                     | Albert Südekum (1871–1944), Journalist und Politiker | 1. Sep. 1965        | Die Straße liegt zwischen Magistratsweg und Zweiwinkelweg. | Südekumzeile                                                                                      |
| Sulzbacher Steig (Lage)            | 0170                     | Sulzbach/Saar, Industriestadt im Stadtverband Saarbrücken, Saarland | 5. Apr. 1934        | Die Straße in der Staakener Eigenheimsiedlung wurde als Straße 323 angelegt und liegt im Gebiet Weststaaken zwischen Neunkircher Steig und Lohrer Pfad. | Sulzbacher Steig                                                                                  |
| Sundhauser Gang (Lage)             | 0120                     | Sundhausen, Gemeinde bei Bad Langensalza in der Unstrutebene | 21. Apr. 1932       | Die Straße in der Staakener Eigenheimsiedlung trug vor 1932 die Bezeichnung Straße 22 und gehörte zu Werst-Staaken, sie geht ostwärts vom Neunkircher Steig ab. | Sundhauser Gang                                                                                   |
| Talweg (Lage)                      | 0450                     | Tal westlich vom Fort Hahneberg | 19. Juni 1968       | Die Straße liegt im Gebiet Weststaaken und gehörte bis 1990 zur DDR, so wurde die Straße 322 laut Ratsbeschluss der Gemeinde Staaken (Kreis Nauen) vom 19. Juni 1968 in Talweg benannt. Die Straße liegt zwischen Fahrlander Weg und Am Fort und führt von der Höhe des Fort Hahneberg in das westlich benachbarte Tal. Die Straße am Stadtrand in Waldlage ist überwiegend mit Einfamilienhäusern bebaut. | Talweg: vom Buschower Weg westwärts, hiab ins Tal                                                 |
| Torweg (Lage)                      | 2200                     | torartige Vorbauten der Häuser eines Teils der Straße | 9. Sep. 1931        | Die Straße liegt zwischen Klosterbuschweg und Neunkircher Steig und wurde 1931 aus Delbrückstraße und Straße 2 gebildet. Am 1. Oktober 1965 wurde die Straße 327 als östliche Verlängerung einbezogen und am 23. Juli 1979 ein neu angelegter Straßenabschnitt bis zur Hackbuschstraße. Der Abschnitt des Torweges westlich des Finkenkruger Weges gehörte auf der Grundlage alliierter Vereinbarungen zunächst zum Sowjetischen Sektor von Berlin und kam später zur DDR in den Kreis Nauen. Die Fläche im Bereich des Grenzstreifens der Berliner Mauer ist mit Eigenheimen bebaut. | Torweg                                                                                            |
| Übergang (Lage)                    | 0090                     | am Eisenbahngelände | 1. Sep. 1973        | Sie liegt zwischen Wittfeldstraße (Bahnlinie) und Seegefelder Weg und trug vorher den Namen Straße 392 | Übergang                                                                                          |
| Ungewitterweg (Lage)               | 0850                     | Curt Ungewitter (1891–1927), Pilot in Johannisthal, nahe Staaken abgestürzt                                                                                                   | 4. Nov. 1935        | Die Straße in der Gartenstadt Staaken liegt zwischen Finkenkruger Weg und über die Hackbuschstraße als Stichstraße hinweg. Bis 1935 hieß die nach 1914 angelegte Straße Russenweg. | Ungewitterweg                                                                                     |
| Vogelzeile (Lage)                  | 0320                     | Hermann Wilhelm Vogel (1834–1898), Fotochemiker (Handbuch der Photographie)                                                                                                   | 26. Aug. 1965       | Die Straße liegt zwischen Meydenbauerweg und Gruberzeile im Wohngebiet südlich der Heerstraße erhielt den Namen passend zu den umgebenden Straße, benannt nach Pionieren der Optik, Foto- und Filmtechnik. | Vogelzeile                                                                                        |
| Voigtländerzeile (Lage)            | 0070                     | Voigtländer (1812–1878), österreichischer Optiker | 18. Nov. 1965       | Die Zeile geht von der Vogelzeile ostwärts ab und wurde wie diese im Wohngebiet südlich der Heerstraße nach einem Pionier auf den Gebieten der Optik benannt. | Voigtländerzeile                                                                                  |
| Wandsbeker Weg (Lage)              | 0220                     | Wandsbek, Stadtteil von Hamburg | 22. Okt. 1956       | Die Straße zwischen Köhlbrand- und Barmbeker Weg wurde als Straße 420 geplant, angelegt und 1956 benannt. Die Straßen in diesem Siedlungsgebiet nördlich des Brunsbütteler Damms – der früheren Hamburger Straße – wurden nach Hamburger Vororten und Orten aus der Umgebung von Hamburg benannt. | Wandsbeker Weg                                                                                    |
| Weidenweg (Lage)                   | 0340                     | Weide, wirtschaftlich genutztes Grünland | um 1970             | Der Weg liegt zwischen Heerstraße und Nennhauser Damm. Er wurde in Anlehnung an den parallel liegenden Wiesenweg und in Erinnerung an die Nähe zum vormaligen Dorf benannt. Die hier liegende vorherige Straße 386, mit der Nummerierung nach Bebauungsplan, wurde vom Rat der Gemeinde Staaken um 1970 in Weidenweg benannt. Die Straße lag zu dieser Zeit in West-Staaken außerhalb von Berlin, diese Situation war 1945 durch Vereinbarung zwischen den britischen und sowjetischen Alliierten auf Grund deren Nutzung der Flugplätze Gatow und Staaken entstanden. | Weidenweg                                                                                         |
| Weinbergshöhe (Lage)               | 0380 + 370               | vormals erfolgte hier Weinanbau | nach 1950           | Die Weinbergshöhe besteht aus zwei parallelen Fahrwegen die vom Weinmeisterhornweg südlich abgehen und auf eine mit Eigenheimen bebaute Anhöhe führen und die dortigen Grundstücke 1–43 der Siedlung Weinbergshöhe erschließen. Sie enden am Mauerweg außerhalb der Stadtgrenze zu Seeburg und werden durch diesen im Süden, hinter dem Zeichen 250 Verkehrsverbot, verbunden. Als Straßenschild ist zweimal Weinbergshöhe ausgewiesen, die Namen Akazien- und Rebenweg (Lage) sind amtlich nicht mehr in der Statistik ausgewiesen und wohl zugunsten der jetzigen Bezeichnung aufgegeben, da beide Straßennamen in anderen Ortsteilen Berlins ebenfalls bestehen. Die Erhebung liegt zwischen dem Hahneberg (68 m) und der Karolinenhöhe (52 m). Südöstlich der Siedlung liegt die Grenze zum Ortsteil Wilhelmstadt, nach Nordwesten wird sie durch das „Nah- und Erholungsgebiet Hahneberg“ eingeschlossen. Im 19. Jahrhundert wurde im Gebiet Weinbau betrieben. | Weinbergshöhe, die westlichere Straße südwärts=bergan                                             |
| Weinmeisterhornweg (Lage)          | 1370 (im Ortsteil)       | Weinmeisterhorn, Landzunge in der Scharfen Lanke (Havelbucht) | 9. Sep. 1931        | Die Straße liegt zwischen Heerstraße und Ortsteilgrenze zur Wilhelmstadt, allerdings ist keine Verbindung zur Heerstraße, sodass es ab Reimerweg nördlich vom Hahneberg eine Stichstraße ist. Der Übergang in den Nachbarortsteil liegt am Ostrand der Siedlung Weinbergshöhe und bis An der Karolinenhöhe gehört die Nordseite noch zum Ortsteil. Der Weg ist in seinem Verlauf bereits im Mittelalter vorhanden gewesen und vor 1900 gehörte die Stiftstraße zu diesem Straßenverlauf, die im Namen Bezug zum Amalienhof hatte. Zur Stiftstraße wurden in Wilhelmstadt 1931 noch die Weinmeisterhornstraße, die Straße 46 sowie In den Weinbergen in den neuen Namen Weinmeisterhornweg einbezogen. | Weinmeisterhornweg 210/211 · Situation der Straße Weinmeisterhornweg                              |
| Weißenstadter Ring (Lage)          | 0580                     | Weißenstadt, Stadt bei Wunsiedel im Fichtelgebirge, Bayern | 1. Dez. 1961        | Die Straße vom Magistratsweg nach Osten erschließt im Ring als Zufahrtsstraße die mehrgeschossigen Mehrfamilienhäuser innerhalb des Ringes und die zweigeschossigen Flachwohnbauten außerhalb. | Weißenstadter Ring                                                                                |
| Wiesengrund (Lage)                 | 0260                     | benachbarte Wiese im Grund | um 1970             | Die Straße liegt zwischen Wiesenweg und Bergstraße, der östliche Teil ist als Straße ausgebaut und bebaut, der westliche Abschnitt führt durch Grünland. Die kurze Stichstraße trug den Namen Straße 372 und erhielt um 1970 durch den Rat der Gemeinde Staaken ihren Namen. Zu diesem Zeitpunkt befand sich das Gelände in West-Staaken nahe der Grenzanlagen der Berliner Mauer die westlich an der Bergstraße lagen, die Verlängerung der Straße über diese nach 1990 entstandene Brache erfolgte am 1. August 2007 | Wiesengrund                                                                                       |
| Wiesenweg (Lage)                   | 0440                     | Wiese, anliegende Grünfläche | um 1970             | Die Straße zwischen Nennhauser Damm und Heerstraße liegt parallel zum Weidenweg. Die Straße lag durch alliierte Vereinbarungen in West-Staaken außerhalb Berlins und so wurde die Straße 370 um 1970 durch den Rat der Gemeinde Staaken umbenannt. | Wiesenweg                                                                                         |
| Winterhuder Weg (Lage)             | 0200                     | Winterhude, Ortsteil von Hamburg | 1. Juli 1962        | Die Straße zwischen Spandauer Straße und Eichholzbahn wurde 1962 in der Louise-Schröder-Siedlung neu angelegt. Nördlich vom Billstedter Pfad setzt sich die Straße noch ein Stück als Stichstraße fort und geht dann in einen Fußweg über und die ICE-Strecke und deren Schallschutz wird durch den Winterhuder Steg, eine Fußgängerbrücke, überkreuzt. Der Straßenname wurde passend zu den umgebenden Straßen (vormals nördlich der Hamburger Straße) | Winterhuder Weg                                                                                   |
| Wittfeldstraße (Lage)              | 0470                     | Gustav Wittfeld (1855–1923), Ingenieur | 1. Sep. 1973        | Die Straße liegt zwischen Leuthingerweg und Übergang die Grundstücke 28–38 liegen bis an den Klosterbuschweg. Vor der Benennung nach einem Pionier des Eisenbahnwesens trug sie die Bezeichnung Straße 526. | Wittfeldstraße                                                                                    |
| Wolfshorst (Lage)                  | 0140 (im Ortsteil)       | Wolfshorst, alte Flurbezeichnung. | 1. März 1963        | Die Straße 391 wurde 1963 benannt und liegt am Ortsteilrand zu Falkenhagener Feld zwischen Straße 396 und Straße 393 über die er noch als Stichstraße geht. Bis Kiesteich gehören nur die südlichen Grundstücke 1–33a ohne die Straße zum Ortsteil, westlich von der Straße Am Kiesteich (vormals: Straße 394) verläuft die Ortsteilgrenze auf der Straße und schließt die Grundstücke 52–56 (gerade) mit ein südlich befindet sich hier die KGA Felkenlake. Der Wendehammer am Westende der Straße liegt jedoch (nördlich) außerhalb des Ortsteils. | Wolfshorst                                                                                        |
| Zeestower Weg (Lage)               | 1200                     | Zeestow, Gemeinde im Havelland, Brandenburg. | 9. Sep. 1931        | Die Straße zwischen Straße 339 und Isenburger Weg wurde im Norden der Staakener Eigenheimsiedlung als Straße 18 geplant. Zwischen 1945 und 1990 lag sie in West-Staaken und damals außerhalb des Bezirks Spandau, die Ursache waren Vereinbarungen der Alliierten zu den Flughäfen Gatow und Staaken. | Zeestower Weg                                                                                     |
| Zörgiebelweg (Lage)                | 0320                     | Karl Zörgiebel (1878–1961), Politiker, Polizeipräsident in Berlin | 1. März 1964        | Die Straße wurde in der südlichen Gartenstadt Staaken als Straße 326 angelegt und 1964 benannt, sie liegt zwischen Hackbuschstraße und Straße 331. | Zörgiebelweg                                                                                      |
| Zweiwinkelweg (Lage)               | 0320                     | Zick-Zack-Straße (zweimal) | 1. Okt. 1969        | Die Straße zwischen Südekumzeile und Brunsbütteler Damm wurde im Wohngebiet Neu-Staaken neu angelegt. | Zweiwinkelweg                                                                                     |
| Zwischen den Giebeln (Lage)        | 0130                     | Giebel zur Straßenseite | um 1914             | Die Straße zwischen Torweg und Kirchplatz liegt im westlichen Teil der Gartenstadt Staaken. Die Architektur der anliegenden Häuser mit den auffälligen Glockengiebeln hat ihr Vorbild im Holländischen Viertel in Potsdam (1732–1742). | Zwischen den Giebeln                                                                              |

## Einige geplante und ehemalige Straßen
In der Tabelle sind nur benannte Straßen beachtet, die nummerierten Straßen sind lediglich in der Spalte „Anmerkungen“ in der obigen Übersicht vermerkt. Im Adressbuch von 1943 finden sich folgende damals als amtlich geführte Straßen (teilweise unter dem nicht amtlichen Namen geführt)
- Straße 325, Straße 326, Straße 329, Straße 330, Straße 339,
- Straße 341 (Markauer Weg), Straße 342 (Satzkorner Straße), Straße 343 (Priorter Weg), Straße 344 (Geltower Weg), Straße 345 (Falkenrehder Weg), Straße 347 (Betmatenweg),
- Straße 351, Straße 358, Straße 359, Straße 360, Straße 363, Straße 364, Straße 365, Straße 366, Straße 367, Straße 368, Straße 369,
- Straße 373, Straße 375, Straße 376, Straße 377, Straße 378, Straße 379,
- Straße 382, Straße 384, Straße 385, Straße 386, Straße 389, Straße 390, Straße 393, Straße 397, Straße 398,
- Straße 401, Straße 402, Straße 418, Straße 420, Straße 421, Straße 427, Straße 438,
- Straße 603.

Um- und Rückbenennungen in West-Staaken sind durch die 1945 von den Alliierten getroffene Ausgliederung dieses Gebiets aus dem Britischen Sektor Berlin in die Sowjetische Zone bei gleichzeitiger Unterstellung von Teilen Groß Glienickes in den britischen Sektor, da Raum um den Flugplatz Gatow für die Royal Air Force benötigt wurde. Mit der Änderung der Verwaltungsorganisation in diesem Teil Staakens wurden auch Straßennamen geändert (näheres im Artikel des Ortsteils)
| Alte Namen                       | von           | bis           | umbenannt                          | Anmerkungen |
| -------------------------------- | ------------- | ------------- | ---------------------------------- | --- |
| Am Aufstall                      | 29. Jan. 1958 | 3. Okt. 1972  | aufgehoben                         | Der Aufstall war ein Flurstück (vergl. dazu Upstallgraben) auf dem die Bauern das Vieh über Nacht in Koppeln unterstellten. |
| Am Fliegerhorst                  | 19. Feb. 1938 | 1951          | →Buschower Weg                     | Die Straße wurde nach dem Flugplatz Staaken benannt, der 1916 bis 1948 betrieben wurde. Ursprünglich die Friedhofstraße zwischen Ortskern und Friedhof wurde 1938 dieser unterteilt und der Abschnitt nördlich der Heerstraße nach dem Fliegerhorst benannt. 1951 in West-Staaken erfolgte die Benennung der gesamten Länge als Buschower Weg. |
| Am Industriegelände              | nach 1990     | 25. Feb. 2005 | →Brunsbütteler Damm                | Die Straße wurde nach Auflösung des Industriegeländes auf dem Gelände des ehemaligen Zeppelin-Platzes Staaken zunächst als Planstraße dann als öffentliche Straße eingerichtet. Bei Änderung und Eigentümerwechsel der Gewerbegebiete und Straßenausbau wurde der Lauf in den auf West-Stakener Gebiet verlängerten Brunsbütteler Damm einbezogen. |
| Am Marktplatz                    | um 1915       | 9. Sep. 1931  | →Heidebergplan                     | Der Marktplatz war in der Planung des Architekten Paul Schmitthenner in den Jahren 1914–1917 als der zentrale Platz in der Gartenstadt Staaken eingerichtet. Der Platz wurde 1931 in Heidebergplan umbenannt, da es durch die Bildung von Groß-Berlin weitere gleichnamige Straßen gab. |
| Bahnhofstraße                    | vor 1931      | 9. Sep. 1931  | →Finkenkruger Weg →Nennhauser Damm | Die Straße verlief direkt am Bahnhof Staaken, der 1900 eingerichtet wurde. Als 1931 erstmals Mehrfachbezeichnungen Berliner Straßen beseitigt wurden bekam der Straßenabschnitt südlich vom Bahnhof Staaken gemeinsam mit der Königstraße die Bezeichnung Nennhauser Damm. Der Straßenabschnitt nördlich des Bahnhofs wurde am selben Tag mit der Staaken-Falkenhagener Chaussee zum Finkenkruger Weg zusammengefasst. |
| Berliner Straße                  | vor 1900      | 11. März 1937 | →Brunsbütteler Damm                | Die 1828 angelegte Chaussee zur Verbindung nach Hamburg wurde Ende des 19. Jahrhunderts in der Gemeinde Staaken als Berliner Straße benannt, da sie von Staaken (her gesehen) nach Berlin verlief. Im Zuge der Beseitigung von Mehrfachbenennungen von Straßen in Groß-Berlin wurde die Berliner Straße 1937 zum westlichen Teil des Brunsbütteler Damms. |
| Berolinastraße                   | 1998          | 15. Aug. 2007 | →Am Zeppelinpark                   | Vorübergehende Straßenbezeichnung auf dem Gelände des ehemaligen Flugplatzes, die sich aus dem latinisierten Namen von Berlin ergibt. Die Benennung der Straße geht auf einen Berolinapark zurück der auf dem in den 1990er Jahren frei gewordenen Gelände errichtet wurde, jedoch von den Betreiber des Zeppelin(gewerbe)parks abgelöst wurde. |
| Brandwerderweg                   | 29. Jan. 1958 | 1989          | →Klosterbuschweg                   | Brandwerder ist ein Flurname für ein Gebiet östlich der Straße. Die vorherige Bezeichnung Kurze Straße wurde wegen Doppelungen in Groß-Berlin geändert. Auf Grund der geringen Länge wurde dieser Weg 1989 einbezogen. Laut Mitteilung des Tiefbauamtes Spandau vom 27. Juni 1989 ist im Jahre 1989 der Name entfallen, und die Straße wurde in den Klosterbuschweg einbezogen. |
| Delbrückstraße                   | um 1914       | 9. Sep. 1931  | →Torweg                            | Die Straße war nach Clemens von Delbrück (1856–1921), Reichstagsabgeordneter, preußischer Minister und stellvertretender Reichskanzler benannt worden. Sie wurde 1931 zusammen mit der Straße 2 in Torweg umbenannt. |
| Döberitzer Heerstraße            | vor 1908      | um 1934       | →Heerstraße                        | Die Heerstraße wurde angelegt um die Berliner Garnison schnell zum Truppenübungsgelände Döberitz zu bewegen. In den 1920er Jahren, spätestens 1934, wurde dann der gesamte Straßenzug auch als Heerstraße benannt. Im Gebiet des Bezirkes Spandau war die Heerstraße 1906–1910 angelegt worden und um 1908 als Döberitzer Heerstraße benannt. Ihre Verlängerung in Richtung Berlin bis zur Kreuzung Preußenallee/Kaiserdamm wurde ebenfalls in Döberitzer Heerstraße genannt. Auf der Karte von 1912 war sie namentlich als Döberitzer Heerstraße eingezeichnet. |
| Elsenweg                         | um 1920       | 1. März 1963  | →Reimerweg                         | Die Straße am westlichen Rand des Amalienhofs wurde bereits um 1920 im amtlichen Verzeichnis als Elsenweg ausgewiesen, laut einem Spandauer Verzeichnis von 1920 war es kein amtlicher Name, sondern eine Privatstraße des Amalienhofes. Im Berliner Adressbuch von 1922 und auch 1943 ist der Weg als unbebaut ausgewiesen, zwischen Magistrats- und Weinmeisterhornweg liegend und über Straße 360 und Heerstraße führend. 1963 erhielt er den Namen Reimerweg nach dem vormaligen Besitzer des Amalienhofs.                                                   |
| Erich-Meier-Straße               | um 1960       | 1. Okt. 1990  | →Staakener Feldstraße              | Die Straße liegt im Gebiet West-Staaken, das 1945 durch Gebietstausch aus Berlin ausgegliedert wurde. Um 1960 erhielt die neu angelegte Straße vom Rat der Gemeinde Staaken den Namen nach Erich Meier (1910–1933), Opfer des NS-Regimes. Am 1. Oktober 1990 – zwei Tage vor der Wiedereingliederung West-Staakens nach Berlin – wurde sie zusammen mit der Feldstraße in Staakener Feldstraße benannt. |
| Ernst-Thälmann-Straße            | 1956          | 1. Okt. 1990  | →Isenburger Weg                    | Ernst Thälmann (1886–1944), Hamburger Politiker der Kommunistischen Partei Deutschlands. Die Straße trug vor 1956 und nach 1990 den Namen Isenburger Weg. |
| Fahrlander Weg                   | 9. Sep. 1931  | um 1960       | →Seeburger Straße                  | Die 1931 nach Fahrland benannte Straße lag in West-Staaken und wurde 1960 vom Rat der Gemeinde Staaken in Seeburger Weg umbenannt. Am 1. Oktober 1990 erfolgte dann – noch durch den Rat der Gemeinde Staaken – die Rückbenennung in Fahrlander Weg, weil es im Bezirk Spandau bereits eine Straße mit dem Namen Seeburger Weg gab. |
| Feldstraße                       | vor 1920      | 1. Okt. 1990  | →Staakener Feldstraße              | Die Straße führte einst vom Dorf Staaken zu den Feldern. Die Umbenennung erfolgte da es bei der Wiedereingliederung von West-Staaken nach Spandau in der Spandauer Neustadt bereits eine Feldstraße gab. |
| Friedhofstraße                   | vor 1938      | 19. Feb. 1938 | →Buschower Weg →Am Fliegerhorst    | Die Straße war der Weg vom Dorf zum Friedhof Staaken. Nach der Inbetriebnahme des Militärflugplatzes Staaken wurde die alte Friedhofstraße in zwei Abschnitten benannt. Am 19. Februar 1938 wurde der südlich der Heerstraße liegende Teil in Buschower Weg und der nördlich der Heerstraße liegende Teil in Am Fliegerhorst benannt. |
| Gärtnerallee                     | vor 1910      | 1969          | aufgehoben                         | Sie lag zwischen der Gemarkung Spandau und Seeburger Weg, Weinbergsweg und Maulbeerenallee in der Lazarus'schen Siedlung in Staaken-Amalienhof. Beim Anlegen der Rudolf-Wissell-Siedlung in den 1960er Jahren wurde die Straße überbaut und aufgehoben. |
| Gustav-Döring-Straße             | um 1980       | 1. Okt. 1990  | →Straße 341                        | Gustav Döring (1885–1944) kam 1915 nach Staaken und war als Taxi- und Kraftfahrer tätig. Als Mitglied der KPD wirkte er für die Gewerkschaft und den Konsumverband und wurde als Widerstandskämpfer gegen das NS-Regime ermordet. 1990 wurde die Straße zunächst in die Nummernform Straße 341 rückbenannt, 2000 erfolgte die Benennung in →Hamburger Straße (im neuen Verlauf). |
| Hamburger Straße                 | 1899          | 11. März 1937 | →Brunsbütteler Damm                | Die Straße in Richtung Hamburg wurde 1828 angelegt und auf dem Gebiet der Stadt Spandau und der Gemeinde Staaken 1899 benannt. Mit den Umbenennungen in den 1930er Jahren wegen Doppelungen seit der Bildung von Groß-Berlin wurde sie gemeinsam mit der Staakener Berliner Straße 1937 zu Brunsbütteler Damm umbenannt. |
| Isenburger Weg                   | 9. Sep. 1931  | 1956          | Ernst-Thälmann-Straße              | Der bereits 1931 nach Isenburg benannte Weg war durch die Zuordnung zu West-Staaken in der DDR gelegen. Die Straße wurde anlässlich des 70. Geburtstags von Ernst Thälmann umbenannt. |
| Kirschallee                      | vor 1890      | vor 1910      | aufgehoben                         | Die Kirschallee wurde im Bereich der Lazarus'schen Siedlung zusammen mit Maulbeeren- und Obstallee angelegt, aber wohl bereits frühzeitig überbaut und eingezogen. |
| Königstraße                      | vor 1900      | 9. Sep. 1931  | →Nennhauser Damm                   | Die Königstraße, nach dem preußischen König, wurde im Zuge der Beseitigung von Mehrfachbezeichnungen von Straßen in Groß-Berlin 1931 mit dem Abschnitt der Bahnhofstraße südlich vom Bahnhof Staaken in Nennhauser Damm umbenannt. Die Straße ist 1922 in Verlängerung der Bahnhofstraße bis Heerstraße / Gemarkung Dallgow ausgewiesen, verlief also westwärts. |
| Kurze Straße                     | 1938          | 1. Okt. 1990  | →Nennhauser Damm                   | Die Kurze Straße lag zwischen Schulstraße und Nennhauser Damm, mit der Wiedereingliederung von West-Staaken erfolgte die Einbeziehung (als kurze Querstraße), da es im Bezirk Spandau bereits eine zweite Straße gleichen Namens gab. Die Grundstücke wurden auf den Nennhauser Damm umnummeriert 128a–e und 130–134a (teils neu gebaute). |
| Kurze Straße                     | um 1930       | 29. Jan. 1958 | →Klosterbuschweg                   | Die Straße in Staaken lag zwischen Spandauer Straße 73 und 74 und der Berlin-Lehrter Eisenbahn. Die Kurze Straße, die an der Grenze des Ortsteils Staaken verlief, wurde 1958 in Brandwerderweg umbenannt. 1989 wurde dieser in den Klosterbuschweg einbezogen. |
| Lehrter Straße                   | um 1870       | 9. Sep. 1931  | →Eichholzbahn                      | Lehrte, die Straße liegt unmittelbar entlang der Bahnlinie der Berlin-Lehrter Eisenbahn und wurde mit dieser eingerichtet und auf der Nordseite mit Grundstücken der Gartenstadt Staaken e.G.m.b.H.b. zwischen Am Kurzen Weg und Scheidstraße bebaut. |
| Lewaldstraße                     | 1916          | 9. Sep. 1931  | →Am Heideberg                      | Die Straße in der 1914 bis 1917 gebauten Gartenstadt Staaken, die als Wohnsiedlung für Arbeiter in den Rüstungsfabriken Spandaus vorgesehen war, trug den Namen von Friedrich Lewald (1860–1947), Jurist, Sportfunktionär im IOC und bei den Olympischen Spielen 1936. |
| Neue Straße                      | um 1976       | 15. Juli 1998 | →Am alten Gaswerk                  | Die Straße im Gebiet West-Staaken, das von 1945 bis 1990 auf der Grundlage alliierter Vereinbarungen zum sowjetisch besetzten Gebiet und später zur DDR gehörte wurde diese „neue“ Straße auf dem Gaswerksgelände vom Rat der Gemeinde Staaken um 1976 in Neue Straße benannt. Da es bei der Zusammenführung bei der Staakener Territorien am 3. Oktober 1990 bereits eine Straße dieses Namens gab, erhielt DANN 1998 die West-Staakener den Namen Am alten Gaswerk.                                                                                            |
| Ringstraße                       | um 1970       | nach 1996     | aufgehoben                         | Die Straße wurde in West-Staaken auf dem Kasernengelände des vormaligen Fliegerhorstes (zum Benennungszeitpunkt Krankenhaus) angelegt und benannt. Sie verlief ringförmig um das ehemalige Krankenhaus Staaken, heute Betriebsstätte der Havellandklinik Nauen. |
| Russenweg                        | nach 1914     | 4. Nov. 1935  | →Ungewitterweg                     | Die Straße im Nordwesten der Gartenstadt Staaken erhielt während des Ersten Weltkriegs den Namen Russenweg. Der Straßenname bezieht sich auf die russischen Kriegsgefangenen, die hier im Ersten Weltkrieg untergebracht waren und in Staaken zu Erdarbeiten eingesetzt wurden. |
| Scheidtstraße                    | nach 1914     | 4. Nov. 1935  | →Hackbuschstraße                   | Die zwischen 1914 und 1916 angelegte Straße wurde nach Adolf Scheidt benannt und 1935 umbenannt, da einige Anwohner als Mitglied der NSDAP Anstoß an dem Straßennamen genommen hatten. |
| Seeburger Straße                 | vor 1900      | 9. Mai 1931   | →Fahrlander Weg                    | Seeburg ist der südöstliche Nachbarort zu dem die Straße führte. Die Seeburger Straße wurde 1931 in Fahrlander Weg umbenannt, weil noch eine andere Straße im Bezirk Spandau den Namen Seeburger Straße trug. |
| Seeburger Weg                    | um 1960       | 1. Okt. 1990  | →Fahrlander Weg                    | Die zum südöstlichen Nachbarort Seeburg führende Fahrlander Straße in West-Staaken wurde 1960 vom Rat der Gemeinde Staaken (DDR) in Seeburger Weg umbenannt. Am 1. Oktober 1990 erfolgte dann – ebenfalls durch den Rat der Gemeinde Staaken – die Rückbenennung in Fahrlander Weg, weil es im Bezirk Spandau bereits einen Seeburger Weg gab. |
| Staakener Feldstraße (teilweise) | 1. Okt. 1990  | 25. Feb. 2005 | →Brunsbütteler Damm                | Die Staakener Feldstraße wurde wegen Doppelung aus der Feldstraße benannt. Mit der Gestaltung des anliegenden Gewerbegeländes und der Suche nach Trägern wurde der Lauf der Straße verkürzt und ein Abschnitt mit Wohnbebauung, dem „Mühlenviertel“ verblieb unter diesem Namen. |
| Staaken-Falkenhagener Chaussee   | vor 1900      | 9. Sep. 1931  | →Finkenkruger Weg                  | Die Straße führte von Staaken nach Falkenhagen und wurde beim Ausbau zur Chaussee benannt. 1931 wurde sie mit dem Abschnitt der Bahnhofstraße nördlich vom Bahnhof zum Finkenkruger Weg vereinigt. |
| Stiftstraße                      | vor 1900      | 9. Sep. 1931  | →Weinmeisterhornweg                | Die Straße lag südlich der Heerstraße beim Amalienhof, wo sich heute die „British International School“ befindet. 1931 erhielt der gesamte Straßenzug aus Stiftstraße, In den Weinbergen, Straße 46 und Weinmeisterhornstraße, der sich in Wilhelmstadt fortsetzte den Namen Weinmeisterhornweg. |
| Straße 387 Straße 388 Straße 389 | nach 1923     | nach 1996     | →Heerstraße                        | Die Straßen wurden mit dem Bau der Siedlung Neu-Jerusalem, die nach der Bauweise im Bauhausstil so benannt wurde, angelegt. Die Straßen lagen zwischen Nennhauser Damm und Heerstraße (387) und südlich der Heerstraße (388 und 389) und wurden am Ende der 1990er Jahre durch Umnummerung der Grundstücke in die Heerstraße eingebunden und als Straßen aufgehoben. |
| Weinbergsweg                     | vor 1900      | 1934          | →Magistratsweg                     | Die Straße lag in Staaken-Amalienhof zwischen Maulbeerenallee und Döberitzer Heerstraße über die Gärtner-, Obstallee hinweg. Nach Angaben im Berliner Adressbuch von 1922 ist er südlich der Obstallee bebaut. Im Berliner Adressbuch 1938 ist der Vermerk enthalten „Bei Drucklegung in Magistratsweg umbenannt.“ |
| Werkstraße                       | nach 1955     | 1998          | Berolinastraße                     | Die Straße lag in West-Staaken auf dem Gebiet des ehemaligen Flugplatzes Staaken, dessen Bauten teilweise vom Krankenhaus Nauen genutzt wurden. |

## Weitere Örtlichkeiten von Staaken

### Kleingartenanlagen
Straßen innerhalb der Kolonien sind nur mit internen Namen bezeichnet und deshalb nicht in der obigen Liste aufgeführt. Postalisch zählen sie als Einheit und haben deshalb jeweils eine eigene Anschrift. Anders verhält es sich mit den Wohnsiedlungen, die seit Gründung und Anlegen oder aus einer Kolonie, die nicht nach den Vorschriften des Kleingartengesetzes behandelt werden sollten und auf Wunsch der Ansiedler umgeformt wurden. Hierher gehören die Siedlungsgebiete am Stadtrand, wie die „Stadtrandsiedlung der Siemensarbeiter“
- KGA Am Baluschekweg (Baluschekweg 28/62, Lage), Dauerkleingartenanlage[52] mit 62 Parzellen auf 21.169 m² landeseigenem Pachtland.
- KGA Amalienhof I (Weinmeisterhornweg 224, Lage), Dauerkleingartenanlage[52] mit 107 Parzellen auf 41.105 m² landeseigenem Pachtland.
- KGA Amalienhof II (Heerstraße 463/491, Lage), Dauerkleingartenanlage[52] mit 100 Parzellen auf 38.456 m² landeseigenem Pachtland.
- BLW – Unterbezirk Neuland Staaken (Torweg/Klosterbuschweg, Lage), 246 Parzellen auf 85.956 m² bahneigenem Pachtland.[53]
- KGA Felgenlake (Straße 393 Nr. 13, Lage), Dauerkleingartenanlage[54] mit 20 Parzellen auf 7.210 m² Privatgelände
- KGA Gartenbauverein Staaken (Nennhauser Damm 11, Lage), Dauerkleingartenanlage[54] 68 Parzellen auf 28.554 m² landeseigenem Pachtland.
- KGA Neue Hoffnung (Mareyzeile/Anschütz-/Hensoldweg, Lage), Dauerkleingartenanlage[52] mit 53 Parzellen auf 18.362 m² landeseigenem Pachtland.
- BLW – Unterbezirk Staaken Gruppe Spandauer Straße (Spandauer Straße 99, Lage), Bahnlandwirtschaft[53] 72 Parzellen auf 25.509 m² Bahngelände.

### Parks und Stadtgrün
- Fort Hahneberg (Lage)
- Freizeitpark Hahneberg (Lage), auch nur als Nah- und Erholungsgebiet Hahneberg geführt.
- Stadthauspark Staaken (Lage)
- Landeseigener Friedhof Staaken[55] (Buschower Weg, Lage), Alleefriedhof auf 25.254 Quadratmeter.
- Wochenendsiedlung Semmelländerweg (Lage), eine vormalige Kleingartenkolonie, die zur Wochenendsiedlung umgezeichnet wurde und so nicht mehr dem Bundeskleingartengesetz unterliegt.